# 목포시

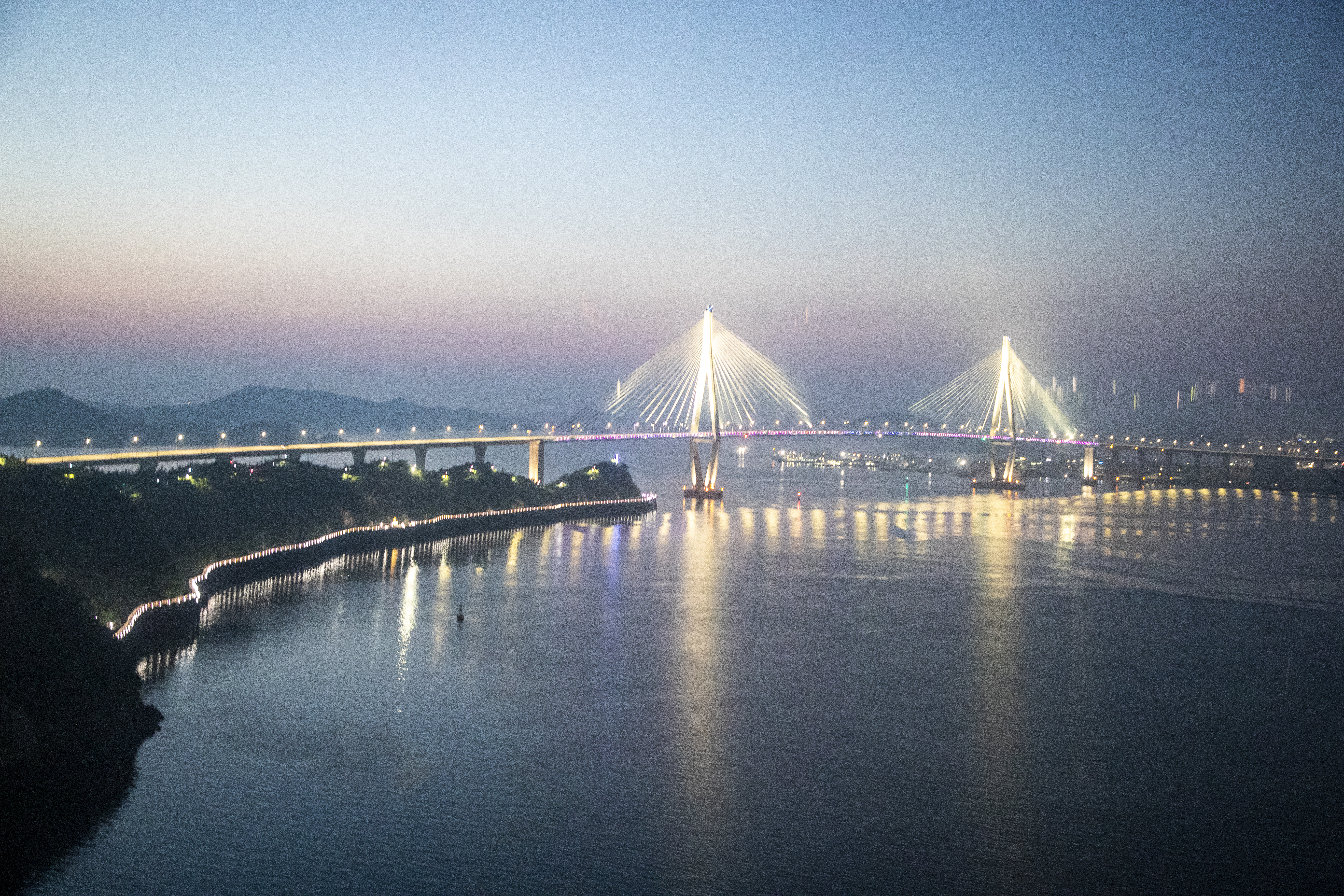
목포해상케이블카에서 바라본 목포대교

목포(木浦, Mokpo)는 대한민국 전라남도 서남부의 무안반도 남단에 있는 시이다. 순천시, 여수시에 이어 전남에서 세번째로 큰 도시로, 영산강 하구에 위치하며 남쪽은 영산강을 경계로 영암군 삼호읍과 마주하고, 북쪽과 동쪽은 무안군 삼향읍에 둘러싸여 있다. 서쪽으로 황해를 통해 신안군의 여러 섬들과 물길로 연결된다. 1897년에 개항하였고, 일제강점기 부터 목포항과 호남선의 목포역을 중심으로 도시가 번성하였다. 면적은 51.58 km2, 인구는 약 22만 명이다. 시청은 용당1동에 있고, 행정구역은 23개행정동, 법정동 64개이다. 명소로는 유달산, 갓바위, 삼학도, 목포 해상 케이블카 등이 있다.
목포시는 1990년대부터 동쪽으로는 하당신도시와 남악신도시(2005년 11월부터 전라남도청 소재지)가, 남쪽으로는 대불국가산업단지(영암군 삼호읍)와 목포신항, 고하도 해상신도시가, 북쪽으로는 북항과 산업단지가 개발되어 도시가 행정구역의 경계에 구애받지 않고 확장 중에 있고, 원도심에서는 서산·온금지구, 대성지구 등 재개발 사업이 진행 중이다. 1981년에 영산강하굿둑이 완공되어 시의 동부와 영암군 삼호읍이 직결되었고, 2008년에는 압해대교가 개통되어 시의 북부와 압해도(신안군청 소재지)가 연결되었으며, 2012년에는 목포대교가 개통되어 시의 서부(북항)와 목포신항, 대불산단이 직접 연결되었다.

## 지명 유래
목포(木浦)라는 이름은 《조선왕조실록》의 태조실록과 《고려사》에 처음으로 문헌상 등장하는데, 이 때문에 목포라는 지명은 적어도 고려 때부터 썼던 것으로 추정된다. 지명의 유래에 관해서는 나무가 많은 포구라 하여 불렀다는 설과 목화가 많이 난다 하여 그렇게 불렀다는 설도 있으나, 서해로부터 영산강을 타고 육지로 들어가는 '길목'에 위치한 포구(목개)라는 뜻으로 한자를 차자해 목포라고 썼을 것이라는 견해가 가장 유력하다.

## 역사
일찍이 삼한 중 마한에 속해 있었으며 삼국 시대에는 백제의 물아혜(勿阿兮)군, 남북국시대 신라때에는 무주(武州)에 속했다. 고려 시대 946년에는 물량군(勿良郡)으로 개칭하였고, 995년에는 해양도 나주목 무안현에 속하였다. 목포 앞바다는 곡창지대이자 중국과도 멀지 않은 거리여서 고대부터 영산강 물줄기를 거슬러 나주에 이르는 교역로로 각광받았을 것으로 추정된다.

### 고려
고려 시대에 본격적으로 이름이 거론되기 시작하는데 정확히는 왕건이 궁예 밑에 있던 태봉 시기의 일이다. 궁예세력에 참가하고 있었던 해양세력의 왕건은 견훤의 후백제를 밑에서 치고 올라가기 위해 나주를 점령하고자 목포에 도착해 나주 지역을 복속했다고 한다. 이때 장화왕후를 만나 혼인한 것으로 알려져 있다. 목포와 나주 지역은 후삼국시대 재통일 과정에서 왕건에게 큰 힘이 되어주었다.

### 조선

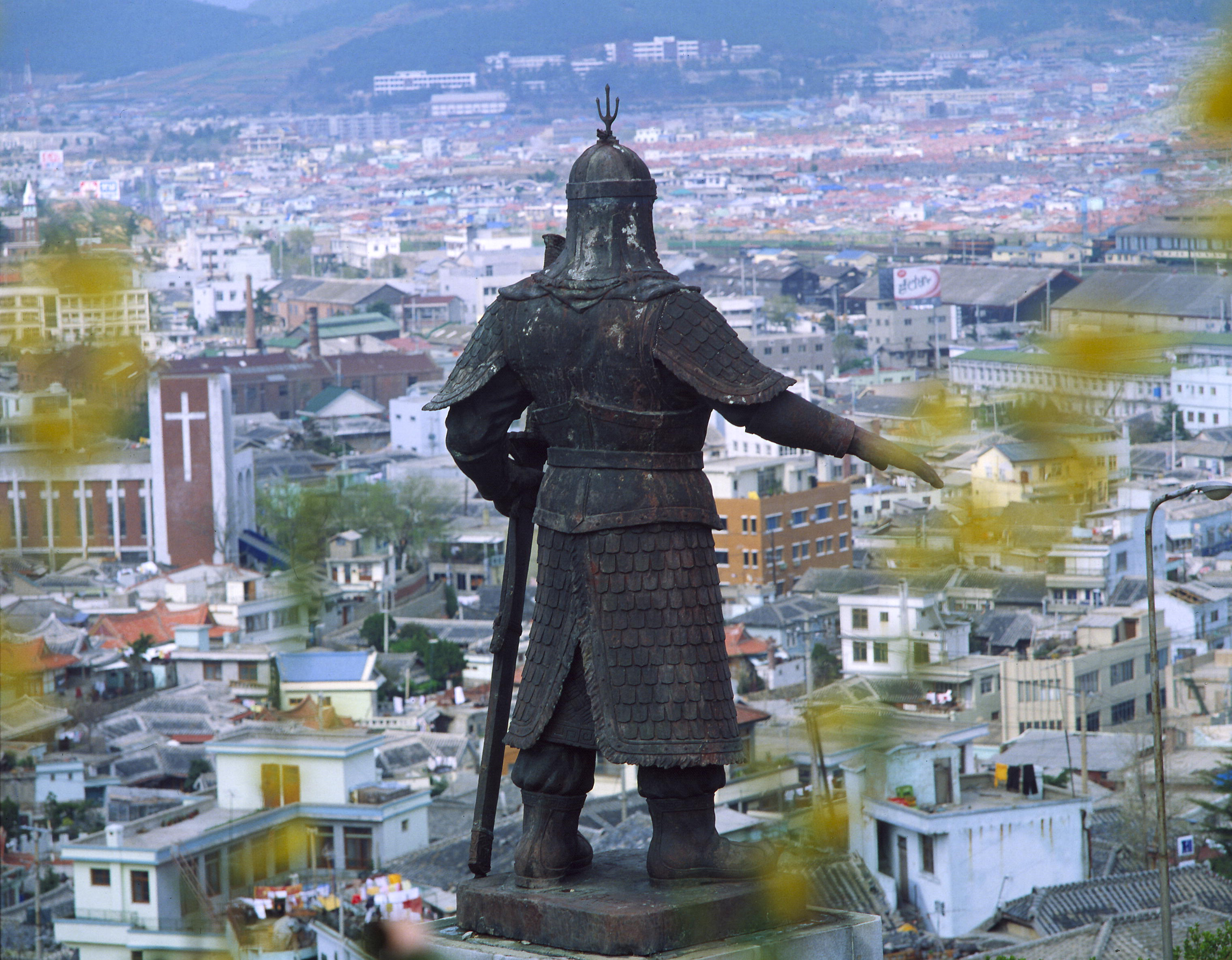
목포 유달산에 있는 이순신 장군 동상.

이후 조선 시대에 들어 목포진이 설치됐다. 세종21년 1439년에는 목포 수군 만호진을 별개로 설치하여 인근 연안의 12개 도서를 관리하게 했다. 현재의 만호동은 진 일대를 기리고자 붙인 이름이다. 임진왜란 때는 이순신 장군이 명량대첩을 승리한 후 군선 재정비와 군량미 확보를 위해 목포와 고하도 앞에 수군진을 설치하여 108일 머무르기도 했다.
1895년 나주목과 무안현에서 독립하여 목포진 또는 목포영이라 하였고 군사 행정업무를 담당하였다. 만호청에는 외국인들이 주류하였다.

### 대한제국
목포가 개항한 것은 1897년 10월 1일로서 인천보다는 15년 뒤진 것이었지만 부산과 인천을 뺀다면 가장 이른 것이었으므로 상당히 빨랐다. 이는 지리적 요인 때문으로 목포는 후쿠오카나 나가사키에서 보면 중국 대륙을 두고 가운데 있었고 곡창지대인 호남의 물산을 집결, 유통하기 위해 일본은 목포 개항에 눈독을 들이고 있었다. 개항이 되자 일본인들의 거류지가 폭발적으로 늘어나는 한편 자치기관이 설치됐다. 일본인들의 거류지는 항구가 바로 앞에 있는 현재의 유달동 일대였으며 국권침탈 전에는 일본 영사관이 유달동 인근에 있었다. 이 건물은 목포 문화원으로 사용되다 현재 목포근대역사전시관으로 쓰이고 있다.
당시 일본인들은 개항장에서 상행위를 할 수는 있었으나 내륙까지 들어갈 수 없었다. 그러나 일본인들은 목포 근처의 영산포를 시작해 논밭을 사들이기 시작했다. 당시 조선 정부가 매겼던 세도 낮았던데다 일본의 논밭 가격의 십분지 일이었기에 땅 매입을 위해 주력했다. 강압에 의해 개항되면서 곡창지대인 호남쌀이 집결되는 곳으로서 쌀을 일본에 수출하기 시작했다. 목포 개항 이후 국내 쌀값은 여섯 냥 하던 것이 1898년에는 14냥으로 뛰었다.
1898년~1903년에는 목포 부두 노동자들이 자본가에 대항하여 동맹파업을 일으켰다. 사건의 발단은 일본인이 고용한 조선 부두노동자들이 점심을 물로 채우고 저녁 늦게까지 작업을 해야 하는데 제대로 된 월급도 받지 못했기 때문이었다.
1905년 이후에는 유곽이 들어서기 시작했으며 일본인들의 거주지가 확장되면서 그 세력이 더욱 커져 1914년 지금의 금화동 지역으로 옮겨갔다. 이곳을 사쿠라마치(桜町)라고 불렀다. 금화동은 현재 여객선터미널 뒤편에 있는 수산업협동조합 일대로서 유달동과 근접하며 일본인 집단 거주지라 벚나무가 어우러져 있었다.
1910년 국권침탈(경술국치) 후 무안부에서 목포부로 개칭되어 19면을 관할하게 됐다.

### 일제강점기

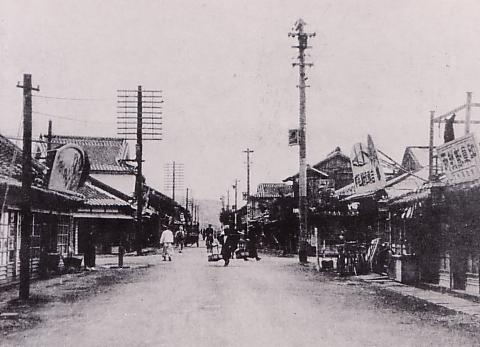
목포부 (일제강점기)

목포부 휘장

목포 개항 이후 완도를 통해 이어지던 뱃길에 항상 목포가 끼게 되었고 목포-제주 사이를 정기적으로 항해하는 기선이 생겨났다. 1921년 설립된 순항선조합의 선박을 비롯해 인천, 부산, 여수를 오가던 배들은 목포를 중간 기착지로 삼아 항해를 이어나갔다.
1914년에는 호남선 철도가 개통되면서 대전-목포간 철로가 개설되었다. 그해 4월 1일 목포부를 분해하여, 도시 지역인 부내면만 목포부로 남기고, 부내면을 제외한 목포부의 나머지 면과 지도군 전역, 진도군 도초면·안창면·기좌면, 완도군 팔금면이 무안군으로 개편되었다. 이미 목포항의 기능을 곡물 수탈로 설정한 일제는 1920년 동양척식주식회사 목포지점을 설치했고 이 건물은 지금까지 남아 목포근대역사관으로 쓰이고 있다.
철도, 조선, 수산가공업이 본격화되면서 조선인들은 각지에서 몰려들어 일거리를 찾았다. 일본인 거주지역에 가깝게 자리를 잡기 위해 작은 움막 따위를 지어 좁디 좁은 골목을 만들어 지냈다고 한다. 그 자리는 옛 공동묘지로서 조선총독부가 허가하면서 겨우 거주가 허락된 곳이었다. 각종 시설이 들어서는 한편 목포극장이 생겨났다. 서울을 비롯해 대도시에서 내국인이 소유하고 있던 극장은 서울의 단성사와 광주의 광주극장, 목포극장 세 곳뿐이었다.
1932년에는 무안군 일부 지역 편입으로 면적이 늘어나는 한편 인구 6만의 6대 도시로 성장했다. 당시 목포항에 모이던 물품은 一黑(김) , 三白(면화, 쌀, 소금)의 집산지로 널리 알려지게 되었다. 일본인들은 전북에 쌀의 군산이 있다면 전남에는 면의 목포가 있다고 했는데, 1930년대 초 목면공장의 수가 20여 곳에 이르렀던 조선 제일의 목면 수출항이었다. 이 목면은 일본 간사이의 한신 지역으로 주로 팔려나갔다.

### 대한민국 정부 수립 ~ 현재

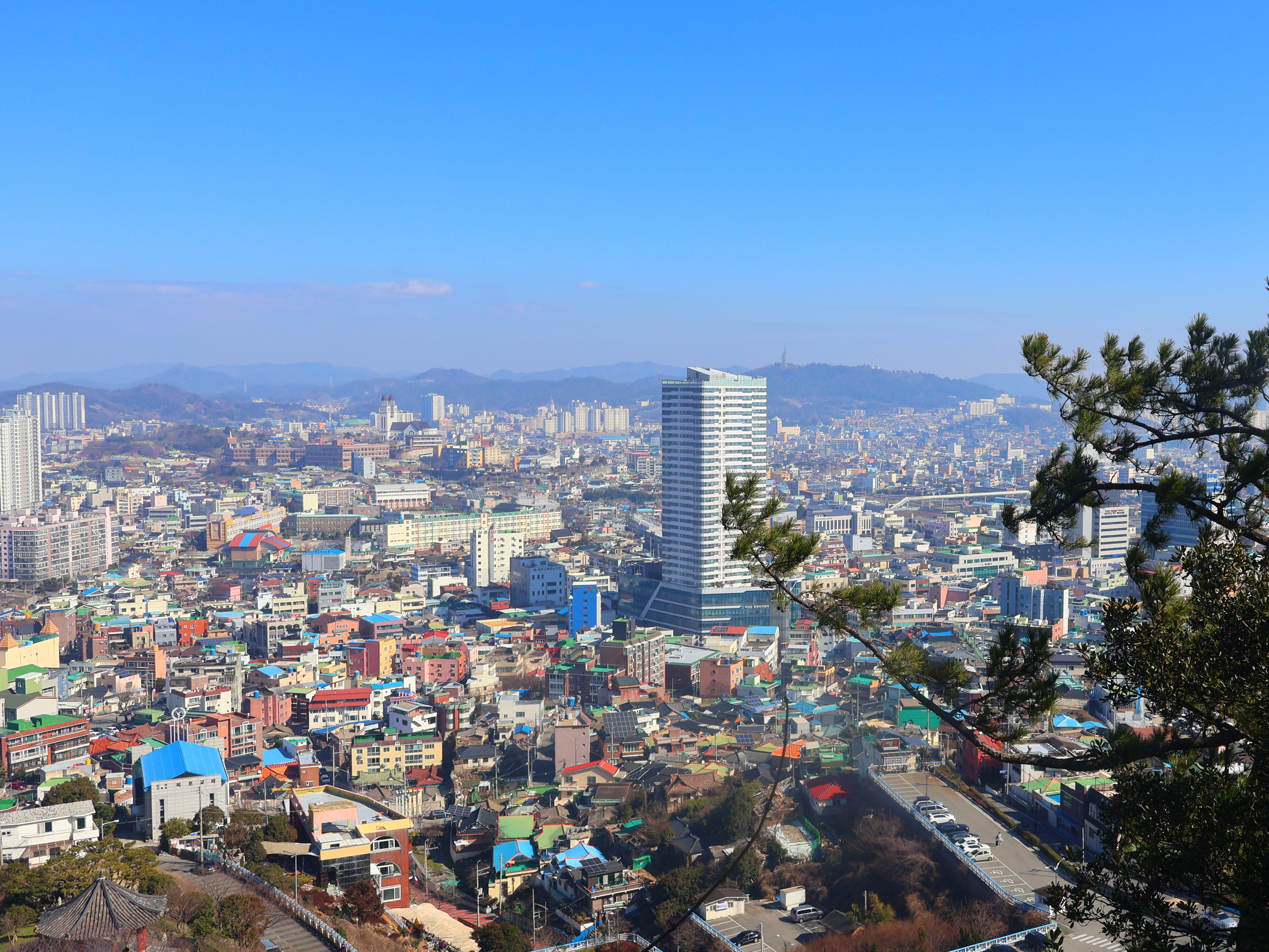
목포시 전경.

1949년 목포부에서 목포시가 된 후 현재에 이르기까지 목포시는 계속적으로 면적이 늘어났다. 이는 1963년 무안군 지역 흡수와 간척에 따른 결과였다. 1973년, 1987년 무안군 삼향 일대 행정편입 및 1999년 하당신도심 2단계 매립지구 택지개발사업으로 면적이 46.02km2에서 46.91km2로 늘어났으며 북항 근처의 바다 매립, 삼학도 인근과 충무동 신항 매립으로 면적이 47.92km2까지 늘어나 현재에 이르고 있다.
목포의 명소인 삼학도는 1940년도에 목포 앞바다에 있던 삼학도를 연륙하면서 68년부터 73년까지 추진된 간척공사로 육지로 변했다. 삼학도는 크게 대·중·소삼학도로 구분되며 2000년부터 복원사업을 실시했다. 시민단체의 졸속 행정이라는 비판이 끊이지 않아 난항이 컸던 사업이었다. 그러나 2006년 공사 6년 만에 소삼학도를 원형에 가깝게 복원해 물길을 두고 다리를 통해 건너갈 수 있도록 3개의 섬으로 복원하는 데 성공했다. 소삼학도와 중삼학도 사이가 5개의 다리로 연결돼 2007년 3월 1일부터 개방된 상태다.
1980년 5·18 광주 민주화 운동 당시 목포지역에서도 수많은 학생운동이 일어났으며 2호광장에서 목포역까지 긴 대열을 이루며 시위가 진행되었다. 당시 목포역은 학생운동의 본산으로 궐기대회와 대책 마련에 나선 시민들이 모이던 장이었다.
목포의 성장에 결정적인 요인이 된 것은 일제강점기 호남선이 개통되고 항구로서 기능을 복합적으로 갖게 된 데 있었다. 호남선의 종착역으로서 오늘날까지 기능하고 있으며 2004년 4월 1일 KTX 개통 및 2015년 4월 2일 호남고속철도 1단계가 개통되어 서울과 목포가 2시간대로 가까워졌다. 또한 삼학도 복원 사업과 더불어 남항의 발전이 가속화되고 있으며 관광중점인 북항과 물류 전담인 신외항을 축으로 하여 항만 운영이 이뤄지고 있다.
21세기에 들어 목포의 매력으로 떠오른 부분은 목포 신항·무안 국제공항 건설 등 사회기반시설에 관한 투자촉진과 대불국가산업단지 조성으로 산업기반 시설이 확충되고, 전라남도청의 이전에 따른 남악신도시개발에 따른 영향으로 서남해안 시대의 중추 도시로 떠오를 수 있을 것으로 보기 때문이다. 특히 중국의 발전으로 인해 상해, 홍콩 등 중국 동남권과의 연계발전 가능성이 주목되는 도시로 부각되고 있다.

## 지리
전라남도의 남서단 무안반도 남서쪽에 자리하며 1,004개의 섬으로 이뤄진 신안군을 바로 앞에 두고 있다. 북동쪽으로는 무안군, 남쪽으로는 영암군을 바라본다. 영암군을 사이에 두고 영산강이 흘러가며 지금은 하굿둑이 설치되어 있다. 구도심 중심부에는 해발 228m인 유달산, 동쪽에는 입암산(121m),북쪽에는 양을산(156m)·대박산(156m)·지적봉(189m) 등으로 둘러 있고 남쪽은 영산강 하구에 면해 있다. 목포의 최고 자랑 중 하나인 유달산은 노령산맥의 끝자리에 해당하며 남도의 개골산이라는 별칭을 지닌 기암괴석의 산으로 1351년 고려 충정왕 3년에 봉수대가 설치된 곳이기도 하다. 임진왜란 때 군량미가 쌓여 있는 것처럼 위장했다는 일명 노적봉이 있으며, 영산강· 삼학도와 함께 이곳 사람들의 시정(詩情)을 돋우는 아름다운 경관을 갖추고 있다. 도심지의 중심에 산이 있다보니 시내를 조금만 벗어나면 언덕지대가 나타나기도 한다. 영산강 하구 주변에는 13개의 섬이 있기 때문에 아름다운 경치를 펼칠 뿐 아니라 해일이 생긴다 해도 자연 방파제의 역할을 수행할 수 있게 하여 목포를 천혜의 양항으로 기능하게 하였고 이는 목포발전의 원동력이 되었다.
그러나 역사적으로 현재 목포의 지리는 대부분 간척에 의한 매립지로 이루어졌다. 삼학도를 비롯해 하당신도시, 북항 일대는 갯벌을 모두 개간한 것이며 인근 영암지역도 많은 매립지가 형성되었다. 과거 일제강점기까지만 해도 현재의 목포역 앞에 개울이 흘러 바닷물이 도시 내부로까지 흘러들어왔다고 한다. 시가지 주변의 영산강 하구에는 연변·북항·대반동·백련동·갓바위해안 등의 간석지가 있다. 이들 간석지는 육상으로부터의 계속적인 퇴적과 바닷물의 유입횟수가 줄면서 정착하게 된 염생식물 덕분에 퇴적물의 집적과 간척이 용이해져 농경지·주택지·공장부지 등으로 이용되고 있다. 이 밖에도 고하도, 눌도, 달리도 등 6개의 유인도와 5개의 무인도를 포함하고 있다.
총 면적 50.08km2이며 일반대지가 21.7%, 전답이 24.5%, 임야가 25.7%, 기타 28.1%를 차지한다.
한편, 집중 호우로 큰 홍수가 났을 때에는 바닷물이 영산포까지 침범하였으나 영산강하굿둑 설치 후 영산포지역 피해는 해소된 반면, 목포권역의 수위가 높아져 피해를 늘렸다. 특히 2004년 7월 4일에 시작된 7호 태풍 민들레는 목포에 많은 피해를 입혔다. 오늘날까지 영산강하굿둑 개선사업에는 정부와 학자 및 시민단체들 사이에서는 많은 논란이 끊이지 않은 상태이다.
목포 앞 바다와 영산강물이 만나는 주변에는 세 개의 하구둑 및 방조 시설이 있다. 영산강하굿둑(1981년 준공), 영암방조제(1993년 준공), 금호방조제(1996년 준공)이 그것으로 대형 수문이 모두 30년 이상 노후화된 시설이다보니 심한 장맛비로 함평천, 고막천 등의 물길이 유입될 때 위험 관리가 중요한 곳으로 꼽힌다. 2023년 함평 나주등을 포함한 서남부 지역에 집중호우가 발생하였으나 집중관리 및 선택적 수문 방류를 통하여 큰 피해를 막을 수 있었다. 영암지구가 국가관리 방조제 개보수사업에 선정됨에 따라 영산강하굿둑과 영암방조제 등의 노후 배수갑문 시설 성능개선이 추진될 것으로 보인다.

### 기후
목포기상대가 1904년 3월 주요 5곳과 함께 설치된 이후 3월 25일 목포에서 국내 최초로 기상관측을 실시했다. 1904년 3월 25일의 날씨는 구름이 낀 가운데 최저 3.4도, 최고기온은 8.4도였다고 한다.
목포의 연평균 기온은 14.0℃로 인근의 광주보다는 높고, 여수보다는 낮은편이며 연평균 강수량은 1,167.7mm 로 전남 시군과 비교하여서는 조금 적은 편이다. 연평균 풍속은 3.7m/s이며 바람은 겨울철에 북서풍이 많이 불고, 여름철에 남풍계열의 바람이 많이분다.
북서쪽에서 유입되는 시베리아 기류가 황해를 지나면서 겨울철에는 폭설이 발생하는 경우가 있으며 이로 인해 풍랑주의보가 동반될 경우 목포~홍도, 목포~제주 등 여객선 운항이 중단되는 경우가 발생하고 있다. 2023년 12월에는 기록적 대설로 인해 22cm의 적설량을 보인 바 있다.
시의 위치상 중국발 미세먼지가 통과하는 황해를 바로 만나는 지점에 있다. 이에 시는 각 동 주민센터를 중심으로 6개의 주요 미세먼지 측정 및 전파체계를 확립했다. 중국발 스모그, 황사 등이 동반되는 봄철이나 가을철의 경우 초미세먼지나 미세먼지가 갑자기 오르는 경우가 종종 발생한다.
| 목포기상대 (목포시 연산동, 해발 44.7m)의 기후           | 목포기상대 (목포시 연산동, 해발 44.7m)의 기후 | 목포기상대 (목포시 연산동, 해발 44.7m)의 기후 | 목포기상대 (목포시 연산동, 해발 44.7m)의 기후 | 목포기상대 (목포시 연산동, 해발 44.7m)의 기후 | 목포기상대 (목포시 연산동, 해발 44.7m)의 기후 | 목포기상대 (목포시 연산동, 해발 44.7m)의 기후 | 목포기상대 (목포시 연산동, 해발 44.7m)의 기후 | 목포기상대 (목포시 연산동, 해발 44.7m)의 기후 | 목포기상대 (목포시 연산동, 해발 44.7m)의 기후 | 목포기상대 (목포시 연산동, 해발 44.7m)의 기후 | 목포기상대 (목포시 연산동, 해발 44.7m)의 기후 | 목포기상대 (목포시 연산동, 해발 44.7m)의 기후 | 목포기상대 (목포시 연산동, 해발 44.7m)의 기후 |
| 월                                                      | 1월                                           | 2월                                           | 3월                                           | 4월                                           | 5월                                           | 6월                                           | 7월                                           | 8월                                           | 9월                                           | 10월                                          | 11월                                          | 12월                                          | 연간                                          |
| ------------------------------------------------------- | --------------------------------------------- | --------------------------------------------- | --------------------------------------------- | --------------------------------------------- | --------------------------------------------- | --------------------------------------------- | --------------------------------------------- | --------------------------------------------- | --------------------------------------------- | --------------------------------------------- | --------------------------------------------- | --------------------------------------------- | --------------------------------------------- |
| 역대 최고 기온 °C (°F)                                  | 18.0 (64.4)                                   | 20.1 (68.2)                                   | 24.9 (76.8)                                   | 28.4 (83.1)                                   | 31.0 (87.8)                                   | 34.4 (93.9)                                   | 37.0 (98.6)                                   | 37.0 (98.6)                                   | 34.2 (93.6)                                   | 32.1 (89.8)                                   | 26.5 (79.7)                                   | 20.8 (69.4)                                   | 37.0 (98.6)                                   |
| 일평균 최고 기온 °C (°F)                                | 5.8 (42.4)                                    | 7.6 (45.7)                                    | 11.9 (53.4)                                   | 17.5 (63.5)                                   | 22.3 (72.1)                                   | 25.7 (78.3)                                   | 28.4 (83.1)                                   | 30.0 (86.0)                                   | 26.5 (79.7)                                   | 21.5 (70.7)                                   | 14.9 (58.8)                                   | 8.3 (46.9)                                    | 18.4 (65.1)                                   |
| 일일 평균 기온 °C (°F)                                  | 1.8 (35.2)                                    | 3.0 (37.4)                                    | 6.9 (44.4)                                    | 12.4 (54.3)                                   | 17.5 (63.5)                                   | 21.6 (70.9)                                   | 25.1 (77.2)                                   | 26.3 (79.3)                                   | 22.3 (72.1)                                   | 16.6 (61.9)                                   | 10.4 (50.7)                                   | 4.2 (39.6)                                    | 14.0 (57.2)                                   |
| 일평균 최저 기온 °C (°F)                                | −1.3 (29.7)                                   | −0.6 (30.9)                                   | 2.9 (37.2)                                    | 8.2 (46.8)                                    | 13.5 (56.3)                                   | 18.5 (65.3)                                   | 22.7 (72.9)                                   | 23.5 (74.3)                                   | 19.0 (66.2)                                   | 12.7 (54.9)                                   | 6.6 (43.9)                                    | 0.7 (33.3)                                    | 10.5 (50.9)                                   |
| 역대 최저 기온 °C (°F)                                  | −14.2 (6.4)                                   | −12.0 (10.4)                                  | −7.5 (18.5)                                   | −1.4 (29.5)                                   | 3.2 (37.8)                                    | 9.8 (49.6)                                    | 14.8 (58.6)                                   | 13.7 (56.7)                                   | 8.4 (47.1)                                    | 1.0 (33.8)                                    | −5.5 (22.1)                                   | −11.6 (11.1)                                  | −14.2 (6.4)                                   |
| 평균 강수량 mm (인치)                                   | 31.8 (1.25)                                   | 36.8 (1.45)                                   | 64.9 (2.56)                                   | 80.3 (3.16)                                   | 91.3 (3.59)                                   | 150.2 (5.91)                                  | 220.7 (8.69)                                  | 209.0 (8.23)                                  | 137.7 (5.42)                                  | 58.9 (2.32)                                   | 48.9 (1.93)                                   | 37.2 (1.46)                                   | 1,167.7 (45.97)                               |
| 평균 강수일수 (≥ 0.1 mm)                                | 11.0                                          | 8.9                                           | 9.0                                           | 8.7                                           | 9.4                                           | 9.8                                           | 13.2                                          | 12.4                                          | 8.9                                           | 6.2                                           | 8.6                                           | 11.1                                          | 117.2                                         |
| 평균 강설일수                                           | 9.5                                           | 5.6                                           | 1.9                                           | 0.1                                           | 0.0                                           | 0.0                                           | 0.0                                           | 0.0                                           | 0.0                                           | 0.0                                           | 1.2                                           | 7.8                                           | 26.1                                          |
| 평균 상대 습도 (%)                                      | 70.8                                          | 70.0                                          | 69.1                                          | 69.7                                          | 73.8                                          | 79.8                                          | 85.1                                          | 81.8                                          | 77.1                                          | 70.6                                          | 69.5                                          | 70.0                                          | 73.9                                          |
| 평균 월간 일조시간                                      | 147.3                                         | 161.2                                         | 195.4                                         | 212.1                                         | 223.3                                         | 174.5                                         | 159.8                                         | 200.8                                         | 184.7                                         | 211.3                                         | 166.6                                         | 143.8                                         | 2,180.8                                       |
| 출처: 기상청 (평년값: 1991년~2020년, 극값: 1904년~현재) |                                               |                                               |                                               |                                               |                                               |                                               |                                               |                                               |                                               |                                               |                                               |                                               |                                               |

## 행정

### 목포시장

#### 민선 1~2기(33~34대)
지방자치제가 시작되면서 민선 1기 시장으로 1971년부터 목포문화방송 대표이사를 맡던 권이담 당시 목포시장이 1995년 7월 1일 취임했다. 2선에 성공하면서 2002년까지 목포시장직을 수행했다. 인터뷰 및 본인이 직접 쓴 소논문 <21세기 위대한 목포 건설을 위하여> 등에서는 과거 목포의 영화를 되찾고자 하는 소망을 표명했다. 권이담 시장은 영산강 오염으로 인해 목포시에서 주암댐의 물을 끌어쓰는 등 물문제가 커지자 이에 대한 해결과 전남도청 이전 계획 성사에 주력했으나 임기 내 전남도청 이전에 대한 확실한 계획을 도출하지는 못했다. 2000년 목포항에서 신의주로 가는 밀가루 600t을 지원하기도 했다.

#### 민선 3~5기
2002년 지자체 선거를 앞두고 권이담 시장은 민주당 지도부와 갈등을 빚었다. 공정 경선이 이뤄지지 않으면 무소속 출마를 감행하겠다고 입장을 밝혔으나 지원서에 "경선 불공정 시 분담금 1,500만원을 돌려달라"는 단서를 달아 목포지구당의 후보등록 무효처리 결정을 받게 된 것이 화근이었다. 이에 후보등록 불공정 시비가 붙으면서 법원까지 오른 논쟁은 법원이 4월 30일 가처분 신청을 기각함에 따라 권이담 시장 측의 민주당 탈당 및 지방선거 출마 포기로 정리됐다.
선거에서 승리를 거둔 전태홍 시장은 목포 YMCA, 목포상공회의소 회장 등을 역임한 사람으로서 전남도청 이전이 확정됨에 따라 신항과 대불산업단지 활성화 중점 육성을 주요 현안으로 구체화했다. 그러나 2005년 1월 13일 그가 갑작스레 사망하면서 보궐선거가 치러지게 됐다. 4.30 보궐선거에서 정종득 후보가 개표 결과, 총 유효투표수 64,736표중 29,269표(45.2%)를 차지하면서 당선됐다. 그는 목포를 동북아 환황해권 도시로 거듭날 수 있도록 관광문화 도시로 육성하겠다는 공약을 내세웠다. 2005년 당시 목포의 최대 현안 사업이던 목포대교 건설 사업의 사업비가 130억으로 삭감되자 정 시장과 시의원이 기획예산처 방문과 설득으로 120억 원의 추가 사업비를 배정받는 데 성공했으며 2005년 8월 말 기획예산처가 주관한 균특회계 평가에서 우수시로 선정돼 5억 원을 사업비로 수상했다. 원도심 개발사업소를 2005년 출범시킨데 이어 "빛의 도시"로 육성하고자 원도심에 빛의 거리를 조성했다. 그럼에도 불구하고 원도심 활성화가 지지부진하자 원도심 활성화를 위해 13개의 특화거리를 상호별로 지정하여 운영하는 한편 임대료를 지원하는 방안을 시행하고 있다.
2006년 지자체선거에서 2선에 성공해 정종득 시장은 37대 목포시장으로서 역임했었다. 2007년 5회 풀뿌리 경영 대상에서 대상을 수상 하는 한편 2009년 초에는 한국관광클럽이 제정한 '제1회 한국관광대상'에 경북 울릉군과 함께 선정되어 대상을 수상했다.
두 번의 임기 동안 계속적으로 실시된 원도심 개발사업에 대해서는 인근 정비와 지원이 진전된 것이 사실이다. 그러나 상권 활설화로는 이어지지 못한데다 영업지원금 지원에 대한 세입자와 건물주간 마찰이 생기는 등 잡음이 끊이지 않아 목포시의 행정 방안에 대해 태도 변화와 인구 유인 시스템에 대한 구체적인 방안이 필요하다는 지역언론의 지적이 일고 있다.

### 39대
한편 지난 2008년 지자체 선거에서 김대중 전 대통령의 측근이었던 박지원이 목포시 국회의원 후보로 출마하자 무소속으로 출마했음에도 민주당 후보를 지원하지 않고 이를 묵인했다는 측근의 고발로 파문이 일기도 했다
.
2009년 목포권 시민단체들은 목포시의 업무추진비 투명성 제고를 위해 시민들에게 공개할 것을 요구하고 있다. 법원이 2년 만에 시민단체의 손을 들어주면서 정보공개 심의위원회가 목포시장이 임명한 위원들로만 구성되어 있다는 것에 대해 책임 있는 보고를 하라는 비판을 받았다. 이어 2011년에는 시장이 직접 극심한 교통 체증에 대한 민원을 해결하는 과정에서 공무원과의 비상 연락조차 확보되지 않아 공직 기강 해이에 대한 질타가 이어진 바 있으며 목포시가 시 화장장 입찰을 계획하는 가운데 화장장 입찰 선정에 대해 측근의 업체가 선정된 것이 아니냐는 의혹이 제기되었다.
2014년 6월 4일 지방선거에서 전통적인 야당의 텃밭인 목포시장 자리에 최초로 무소속 후보인 박홍률 후보가 당선되었다. 목포시 유권자 중 103,218명이 투표에 참여한 결과, 박 후보는 35,951표를 얻어 31,532표를 얻은 이상열 새정치민주연합 후보를 4,419표차로 누르고 당선되었다.

### 시청

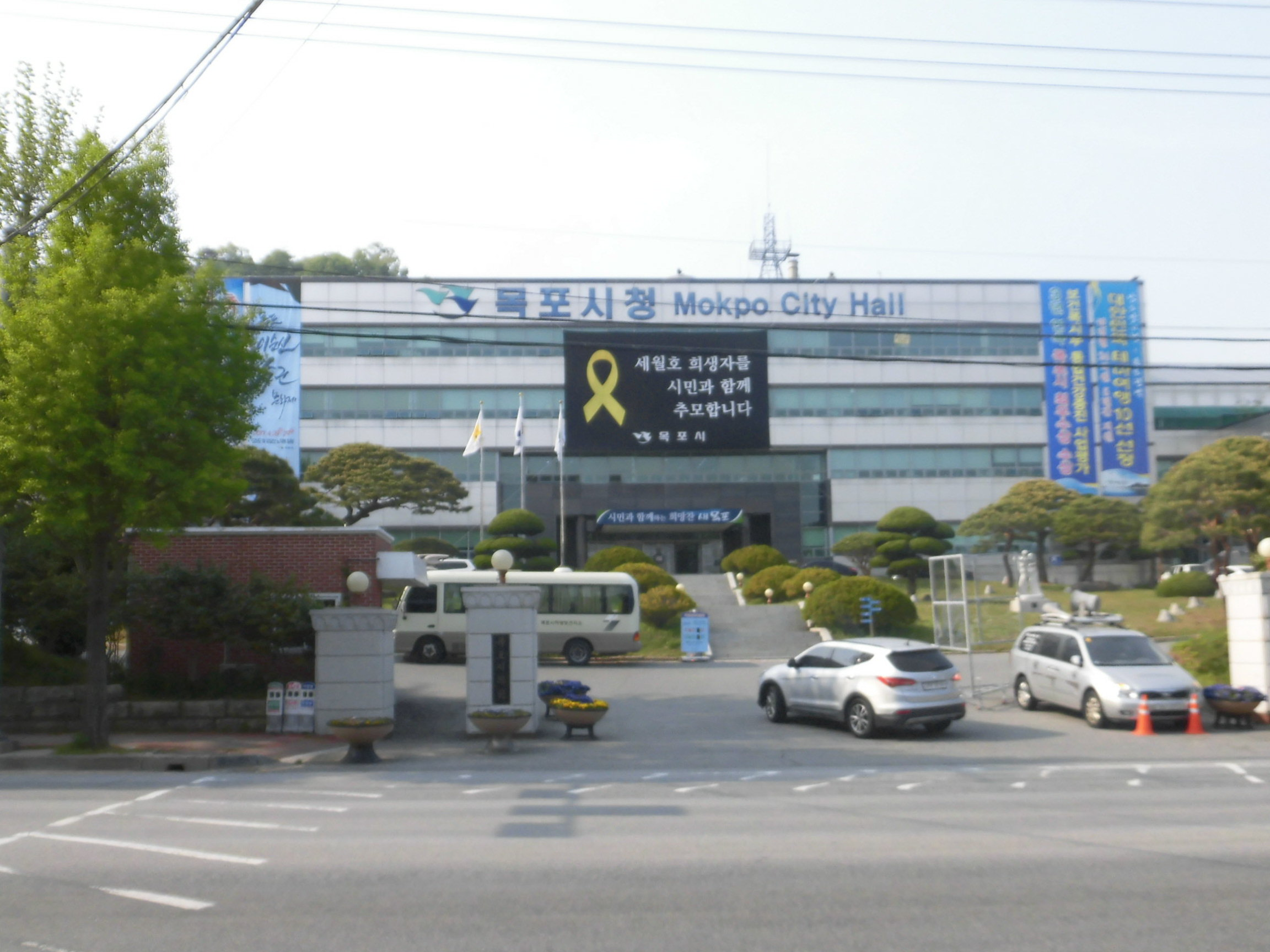
목포시청 청사

목포시청은 1949년 8월 15일 문을 열었으며 현재 6개 관리국과 22개동을 관할하고 있다. 기획관리국, 주민복지국, 관광경제국, 도시건설국의 4개국과 목포시보건소, 교육문화체육사업단, 시의회사무국, 상하수도사업단, 도시개발사업단을 거느리고 있다. 기타사업소로는 각종 환경관리소 및 목포자연사박물관이 있다. 상하수도사업단과 도시개발사업단은 별관과 해안동 기업은행 건물에 있으며 수도세 회계 처리와 원도심 개발 사업을 각각 관리한다.
목포시 용당1동 양을로 203에 있으며, 4층으로 된 본관을 중심으로 왼쪽으로 목포시의회 오른쪽으로 민원동이 있다. 주차장을 너머로 별관에는 상하수도사업소가 자리하고 있다. 시청 건물을 중심으로 오른편에 KBS 목포방송국, 목포마리아회고등학교가 있다.

### 공공·행정 기관
- 목포시청 (용당1동)
- 목포우체국 (용당2동)
- 목포기상대 (연산동)
- 목포세무서 (목원동)
- 국립농산물품질관리원 전남지원 목포신안사무소 (목원동)
- 질병관리본부 국립목포검역소 (만호동)
- 서해어업관리단 (만호동)
- 목포해양경비안전서 (북항동)
- 목포경찰서 (용해동)
- 국가보훈처 목포보훈지청 (용해동)
- 한국농어촌공사 영산강사업단 (상동)
- 목포시선거관리위원회 (하당동)
- 광주지방고용노동청 목포지청 (신흥동)
- 전라남도목포교육지원청 (신흥동)
- 광주지방고용노동청 목포지청 목포고용센터 (신흥동)
- 목포소방서 (옥암동)
- 광주출입국관리사무소 목포출장소 (옥암동)
- 목포지방해양항만청 (부흥동)
- 국립수산과학원 해조류바이오연구센터 (부흥동)
- 목포지방해양안전심판원 (부흥동)
- 광주지방검찰청 목포지청 (부주동)
- 광주지방법원 목포지원 (부주동)
- 서해해양경비안전본부 (부주동)
- 목포세관 (영암군 삼호읍)[60]
- 목포교도소 (무안군 일로읍)[61]

### 기타 기관
- 한국은행 목포본부 (목원동)
- 국민연금관리공단 목포지사 (목원동)
- 한국장애인고용공단 전남지사 (목원동)
- 목포상공회의소 (만호동)
- 근로복지공단 목포지사 (만호동)
- 선박안전기술공단 목포지부 (만호동)
- 국민건강보험공단 목포지사 (하당동)
- 한국산업인력공단 목포지사 (삼향동)
- 대한법률구조공단 목포출장소 (부주동)

## 행정 구역

목포시 행정구역

목포시는 23개의 행정동과 64개의 법정동으로 구분된다. 면적은 50.12 km2으로 대한민국의 도시들 중에서 6번째로 작다. 2014년 자료 기준으로, 수도권 및 광역시 안의 기초자치단체를 제외한 전국의 기초자치단체들 중에서 가장 인구 밀도가 높으며 동시에 가장 면적이 작다. 또한 섬 지역은 별도로 구분하지 않고 동으로 편입해 일선 주민 센터에서 관리한다. 현재의 목포시 구획은 1914년 4월 1일 목포부를 분해하여, 도시 지역인 부내면만 목포부로 남기고 부내면을 제외한 목포부의 나머지 면과 지도군 전역, 완도군 팔금면, 진도군 도초면이 무안군으로 흡수됐고, 그 후 여러 차례 무안군의 지역들을 조금씩 편입시켰다. 하지만 1995년 지방자치제도의 시행으로 인해 더는 편입시키지 못하고 간척으로 인한 면적증가만 이루어졌다.
도시 생활권
도시 생활권은 원도심과 하당신도심, 그리고 남악신도시으로 나뉜다. 세부적으론 원도심이 북항지구와 용해지구가 목포역 근처의 구도심과 나뉘고, 하당지역은 버스터미널이 있는 석현지구와 백년대로를 중심인 하당지구로 나뉜다. 그리고 남악지역은 검찰청과 법원이 있는 옥암지구와 도청과 교육청, 경찰청이 있는 남악지구로 나뉜다. 다만 남악지구는 행정구역상 무안군에 속한다.

### 행정 구역 목록
2016년 3월 31일을 기준으로 다음과 같다.
| 행정동                                                                  | 한자                                                                   | 면적(km2)                                                              | 인구(명)                                                               | 세대                                                                   |
| 원도심권 인구: 135,534 세대: 60,458 인구밀도: 4,575명/km2 행정동: 16동  | 원도심권 인구: 135,534 세대: 60,458 인구밀도: 4,575명/km2 행정동: 16동 | 원도심권 인구: 135,534 세대: 60,458 인구밀도: 4,575명/km2 행정동: 16동 | 원도심권 인구: 135,534 세대: 60,458 인구밀도: 4,575명/km2 행정동: 16동 | 원도심권 인구: 135,534 세대: 60,458 인구밀도: 4,575명/km2 행정동: 16동 |
| ----------------------------------------------------------------------- | ---------------------------------------------------------------------- | ---------------------------------------------------------------------- | ---------------------------------------------------------------------- | ---------------------------------------------------------------------- |
| 구도심권                                                                | 구도심권                                                               | 구도심권                                                               | 84,602                                                                 | 40,473                                                                 |
| 용당1동                                                                 | 龍塘1洞                                                                | 1.45                                                                   | 11,987                                                                 | 5,928                                                                  |
| 용당2동                                                                 | 龍塘2洞                                                                | 0.9                                                                    | 6,244                                                                  | 3,121                                                                  |
| 연동                                                                    | 蓮洞                                                                   | 0.67                                                                   | 5,623                                                                  | 2,952                                                                  |
| 산정동                                                                  | 山亭洞                                                                 | 0.76                                                                   | 8,555                                                                  | 3,520                                                                  |
| 대성동                                                                  | 大成洞                                                                 | 0.34                                                                   | 4,686                                                                  | 2,192                                                                  |
| 목원동                                                                  | 木院洞                                                                 | 1.48                                                                   | 9,656                                                                  | 5,134                                                                  |
| 동명동                                                                  | 東明洞                                                                 | 0.79                                                                   | 6,487                                                                  | 3,285                                                                  |
| 삼학동                                                                  | 三鶴洞                                                                 | 0.75                                                                   | 6,627                                                                  | 2,683                                                                  |
| 만호동                                                                  | 萬戶洞                                                                 | 0.94                                                                   | 3,883                                                                  | 2,245                                                                  |
| 유달동                                                                  | 儒達洞                                                                 | 12.50                                                                  | 5,865                                                                  | 3,275                                                                  |
| 죽교동                                                                  | 竹橋洞                                                                 | 0.75                                                                   | 4,008                                                                  | 2,115                                                                  |
| 이로동                                                                  | 二老洞                                                                 | 1.93                                                                   | 10,981                                                                 | 4,023                                                                  |
| 북항·용해도심권                                                         | 북항·용해도심권                                                        | 북항·용해도심권                                                        | 50,932                                                                 | 19,985                                                                 |
| 북항동                                                                  | 北港洞                                                                 | 0.75                                                                   | 10,488                                                                 | 4,290                                                                  |
| 용해동                                                                  | 龍海洞                                                                 | 2.11                                                                   | 18,588                                                                 | 7,195                                                                  |
| 연산동                                                                  | 蓮山洞                                                                 | 2.88                                                                   | 6,740                                                                  | 2,388                                                                  |
| 원산동                                                                  | 元山洞                                                                 | 0.62                                                                   | 15,116                                                                 | 6,112                                                                  |
| 하당도심권 인구: 102,916 세대: 40,803 인구밀도: 4,549명/km2 행정동: 7동 |                                                                        |                                                                        |                                                                        |                                                                        |
| 하당도심권                                                              | 하당도심권                                                             | 하당도심권                                                             | 78,469                                                                 | 31,920                                                                 |
| 상동                                                                    | 上洞                                                                   | 3.12                                                                   | 19,720                                                                 | 8,183                                                                  |
| 하당동                                                                  | 下塘洞                                                                 | 1.20                                                                   | 12,116                                                                 | 5,811                                                                  |
| 신흥동                                                                  | 新興洞                                                                 | 1.79                                                                   | 17,794                                                                 | 6,801                                                                  |
| 삼향동                                                                  | 三鄕洞                                                                 | 7.7                                                                    | 5,558                                                                  | 2,318                                                                  |
| 옥암동                                                                  | 玉岩洞                                                                 | 2.58                                                                   | 11,458                                                                 | 4,164                                                                  |
| 부흥동                                                                  | 復興洞                                                                 | 2.79                                                                   | 11,823                                                                 | 4,643                                                                  |
| 남악도심권                                                              | 남악도심권                                                             | 남악도심권                                                             | 24,447                                                                 | 8,388                                                                  |
| 부주동                                                                  | 復珠洞                                                                 | 3.44                                                                   | 24,447                                                                 | 8,388                                                                  |

### 행정 구역 변천사
- 1914년 4월 1일 전라남도 목포부 부내면을 전라남도 목포부로 개편하였다.[14]
- 1932년 무안군 이로면 산정리, 죽교리, 용당리 등을 목포부로 편입하였다.
- 1949년 8월 15일 목포부를 목포시로 개칭하였다.
- 1963년 1월 1일 무안군 이로면 일부를 목포시에 편입하였다.[18]

| 법률 제1175호                                    |             |                                                |
| 구 행정구역                                      | 신 행정구역 | 행정동                                         |
| 무안군 이로면 산정리, 상리, 용당리, 달리, 율도리 | 목포시 일부 | 산정1동, 산정2동, 산정3동, 이로동, 충무동 일부 |
- 1970년 7월 1일 산정1동을 산정1동, 연동으로 분동하였다.
- 1973년 7월 1일 무안군 삼향면 석현리를 목포시에 편입하여[64] 이로동의 관할에 두었다.
- 1979년 5월 1일 용당동을 용당1동, 용당2동으로 분동하였다. (27행정동)
- 1987년 1월 1일 무안군 삼향면 옥암리, 대양리를 목포시로 편입하여[65] 석현리와 함께 삼향동을 설치하였다. (28행정동)
- 1994년 7월 6일 이로동을 용해동, 상동으로 분동하였다.[66] (29행정동)
- 1997년 1월 1일 산정1동과 연동을 산정1동으로, 대성1동과 대성2동을 대성동으로, 무안동과 죽동, 호남동을 무안동으로, 죽교3동과 북교동을 북교동으로, 남교동과 양동을 양동으로, 충무동과 온금동, 대반동을 충무동으로, 서산동과 유달동을 유달동으로, 만호동과 영해동을 만호동으로 각각 합동하고, 죽교1동을 북항동과 죽교2동(죽교동)으로 분할하고, 산정3동을 원산동과 연산동, 산정3동으로, 동명동을 동명동과 삼학동으로, 용해동을 용해동과 이로동으로, 상동을 상동과 하당동, 신흥동으로, 삼향동을 삼향동과 옥암동, 부흥동으로 분동하였다.[67] (26행정동)
- 1997년 7월 21일 양동을 남양동으로 개칭하였다.[68]
- 2006년 8월 7일 용당1동과 산정2동을 용당1동으로, 대성동과 남양동을 대성동으로, 북교동과 무안동을 목원동으로, 유달동과 충무동을 유달동으로 각각 합동하고, 산정1동을 연동으로, 산정3동을 산정동으로 각각 개칭하였다.[69] (22행정동)
- 2012년 1월 25일 옥암동 일부, 부흥동 일부(남악신도시 옥암지구)를 부주동으로 분동하였다. (23행정동)

1910년 10월 1일 무안부가 목포부로 개칭되고, 1914년 4월 1일 목포부에서 도시 지역인 부내면만 목포부로 남고, 부내면을 제외한 목포부의 나머지 면과 지도군 전역, 완도군 팔금면, 진도군 도초면이 무안군으로 개편되었다. 그리고 지방자치제도의 시행에 따라 1949년 8월 15일 목포부가 목포시로 개칭되었다. 1932년 무안군 이로면의 일부를 편입해 관할 리를 동으로 독립하도록 했다. 다시 용당리 등을 편입해 용당동으로 삼았으며 현재의 시청 소재지가 되었다. 1979년 용당동에 국도 간선도로가 생기면서 1, 2동으로 분동됐다. 1962년 석현리, 대양리, 옥암리를 제외한 무안군 이로면 전역이 편입되면서 이로동이 되었고-이때 목포시로 편입되지 않은 무안군 이로면 석현리, 대양리, 옥암리는 무안군 삼향면으로 편입되었다. 그리고 이로면의 일부이던 산정리가 산정1, 2, 3동이 되었다. 1973년에는 무안군 삼향면 석현리가 목포시에 편입되어 이로동의 일부가 되었고 다시 1987년에 삼향면 대양리와 옥암리가 목포시로 편입되어 석현리와 함께 삼향동을 구성하였다. 1994년 7월 6일자로 인구 5만의 과대동이던 이로동이 용해동과 상동으로 분동되었다.
1997년 1월 1일자로 대대적인 행정동의 정비가 이루어졌다. 이때의 행정동 정비는 원도심과 목포항 인근의 행정동들의 대대적인 통폐합과 신도심과 북항지역의 분동으로 요약된다. 구체적으로 산정1동과 연동이 통합하여 산정 1동으로, 대성1동과 대성2동이 대성동으로, 무안동과 죽동 호남동이 무안동으로, 죽교3동과 북교동이 북교동으로, 남교동과 양동이 양동으로, 충무동과 온금동 그리고 대반동이 충무동으로, 서산동과 유달동이 유달동으로 만호동과 영해동이 만호동으로 각각 통합되었고 죽교 1동의 일부가 북항동이 되고 북교1동의 나머지 영역과 죽교2동이 죽교동으로 개칭되었다. 그리고 산정3동이 원산동, 연산동, 산정3동으로 나뉘었고, 동명동이 동명동과 삼학동으로 나뉘고, 1994년에 이로동이 분동되어 만들어진 용해동과 상동은 용해동이 용해동과 이로동으로, 상동이 상동과 하당동 그리고 신흥동으로 분리되고 삼향동이 삼향동과 옥암동 그리고 부흥동으로 나뉘었다. 그리고 같은 해 7월에 남교동과 양동의 통합으로 생겨난 양동이 기존의 남교동과 양동의 이름에서 한 글자씩을 딴 남양동으로 개칭되었다. 이 때의 행정동 분합으로 목포시의 행정동은 29개 동에서 26개 동이 되었고, 과소동의 정리와 늘어난 신도심 지역과 북항지역의 행정 수요에 부응할 수 있게 됨으로써 목포시의 행정동 체계의 큰 틀을 이루었다.
그리고 2006년 목포시가 총액 인건비제 시범 자치단체로 선정됨으로써 목포시는 당시의 행정자치부(현재의 행정안전부)가 사무관 수를 늘리지 않는 조건으로 1국 신설을 승인해주기로 함에 따라 목포시 본청의 1개의 국과 4개의 과가 신설되었고, 국장급에 해당하는 서기관의 수가 1명 늘어났으나 과장 및 동사무소의 동장에 해당하는 사무관의 수는 그대로 두게 됨으로써 본청에 늘어난 사무관의 수만큼의 동사무소(현재의 동 주민센터)를 감축하게 되었다. 이에 따라 2006년 8월 7일 무안동과 북교동 그리고 남양동이 목원동이라는 이름으로 통폐합되고, 산정2동이 용당1동에, 충무동이 유달동에 흡수되었고, 산정1동과 산정3동이 각각 연동과 산정동으로 개칭됨으로써 22개 행정동이 되어 지금에 이르고 있다. 그리고 이때에 시청조직이 확대되면서 본청의 사무실이 부족하게 되어 상하수도사업단이 지금의 별관 에 자리 잡게 되었다. 2012년 1월 25일 남악신도시 옥암지구(옥암동 일부, 부흥동 일부)가 부주동으로 분동되었다. 처음에는 남악동이라는 명칭을 사용하려고 했으나 2차에 걸친 주민 설문조사에서 87%가 찬성함에도 무안군의회의 반발과 목포시의회의 제동으로 남악동 명칭을 포기하고, 부주동으로 정하게 됐다.
현 신도심의 경우에는 과거 본래 목포부(시) 이로면의 지역으로 예부터 내려온 지역으로 구전에 의하면 하당을 창꼬지라 하였는데 창꽃 위쪽에 있다 하여 윗마을, 윗동네 또는 상리(지금의 상동)라 칭하였다고 한다. 1994년 7월 6일 목포시 규칙 제1137호에 의거 상동으로 분동되어 오늘에 이르고 있다. 상동 일대를 토대로 1997년 하당동과 신흥동으로 분리되면서 현재의 하당신도심이 생겨났다. 하당 택지개발은 1999년까지 완료됐으며 석현공단을 중심으로 대단위 아파트단지가 2003년 초반까지 조성되면서 유통과 교통의 중심으로 성장하였다. 성장 잠재 요인이었던 전남도청 이전과 무안국제공항 건설로 아파트 건설 활기는 더욱 늘어났다. 그러나 신도심 개발 직후부터 아파트 건설 현상이 마무리 될 즈음 숙박업소가 무분별하게 들어서 신도심에만 60여 곳이 넘는 모텔이 생겨났다. 기존에 숙박지구처럼 꾸밀 계획과는 달리 러브호텔이 지나치게 생겨나면서 시민들의 원성이 높아졌다. 그렇지만 시 당국의 노력은 별다른 실효를 거두지 못했다.

### 행정 구역 통합 문제
목포의 도시팽창으로 인한 행정 구역 협소화 문제는 목포 발전에 큰 걸림돌이 되고 있었다. 1973년, 1987년 대양, 삼향, 옥암 일대 행정 편입 이후로도 목포는 무안군과의 행정 통합을 시도했으나 무안군 무안읍 기득권층의 반대로 실패하였다. 1994년, 1995년, 1998년 3번의 주민투표에서 모두 목포, 신안 지역 주민은 찬성했으나 무안군 무안읍 기득권층의 강력반대로 무산되었다. 그 이후 2004년부터 민간단체 차원의 주민 운동이 전개되었다. 2009년 지방 행정 체제 개편하려는 움직임이 보이자 다시 무안반도 통합 문제가 재점화되었다. 이에 무안반도 통합을 추진 중인 목포시, 시의회, 주민대표가 2009년 9월 25일 공식적으로 목포·무안·신안 통합 건의서를 행정안전부에 제출했다. 목포·무안·신안, 목포·무안, 목포·신안의 3가지 통합안에 대한 주민 여론조사(조사 대상 인원 : 목포 1,000명, 무안·신안 각 700명, 응답률 20% 미만)에서도 목포 지역 응답자들은 압도적인 찬성률을 보인 반면 무안과 신안 지역 응답자들은 반대가 높아 통합을 위한 후속 절차(지방의회의 의결 또는 주민투표)의 진행이 무산되었다.
2011년 12월 29일, 목포시와 목포시의회가 전라남도를 거쳐 지방행정체제개편추진위원회에 자율통합 건의서를 제출하였다. 하지만, 2012년 6월 13일 지방행정체제개편추진위원회 발표에서 무안반도가 통합 추진 대상에서 제외됨에 따라 6번째 통합 도전도 물거품이 되었다. 2012년 지방행정체제개편추진위원회에서 실시한 무안반도 통합 여론 조사(표본 : 1,500명) 결과는 목포 + 무안 + 신안 통합안 여론조사 찬성률 : 목포 85.7%, 무안 47.6%, 신안 47.1%, 목포 + 무안 통합안 여론조사 찬성률 : 목포 87.2%, 무안 47.8%, 목포 + 신안 통합안 여론조사 찬성률 목포 70.3%, 신안 48.1%이 나왔다. 이에 대해, 정종득 목포시장은 "통합의 당초 취지를 살리지 못하고 형평성마저 상실, 심히 유감스럽다"면서 "국회에 재심의를 요청하겠다"고 밝혔다. 또, 도청이전 예정지역이란 이유로 특별법상 특례를 적용해 충남의 홍성+예산과 경북의 안동+예천은 통합대상에 포함된 반면 도청이전이 완료된 무안반도가 제외된 것은 이치에 맞지 않고, 정부의 '신발전지역 육성을 위한 투자촉진특별법'의 동일한 경제권역인 새만금권과 광양만권은 통합대상에 포함하면서 무안반도를 제외한 것 또한 형평성에 어긋난다는 주장이다.
민선8기 목포시는 신안군과 통합을 추진하고자 목포신안통합위원회를 발족하고 이에 대하여 추진하고 있으나 신안군민의 반대를 넘는 것이 과제로 떠오르고 있다. 지역 언론 및 지역 대학 등과 함께 계속적인 통합 추진을 위한 연구 및 토론회가 추진되고 있으며 양 시군은 26개 상생협력 과제를 만들고 통합 추진을 위한 준비에 나선 상태다. 목포시는 무안반도 자체의 통합을 추진하고자 하나 무안군은 남악신도시와 오룡지구 등의 발전에 힘입어 무안군 자체의 시 승격이 먼저라 보고 통합에 신중한 상태다.

### 전남서부권
2014년 국토교통부에서 확정한 20개 중추도시생활권에서 목포시, 무안군, 신안군, 해남군, 진도군을 전남서부권으로 규정하고 있다.

## 인구
2022년 기준, 목포시의 인구는 220,447명, 세대수는 104,039세대이다. 남녀비율은 1.0이다. 목포시의 인구는 증감을 반복하다 최근에는 지속적으로 감소하고 있다. 남악신도시는 전라남도청의 이전으로 생긴 신도시로 목포와 무안 반반씩 형성되어 있는데 초기에는 목포시 소재의 옥암지구가 개발되면서 인구가 증가되었지만 지금은 남악신도시의 무안군 삼향읍 소재인 남악지구로 빠져나가는 인구가 많아 줄어들고 있다. 실제 남악신도시의 남악지구 인구의 63.2%가 목포시 인구만큼 목포시의 인구 유출이 해마다 이어지고 있다. 호남지방통계청 자료에 따르면 2024년 하반기에만 목포권 청년층 유출이 1000명을 넘은 것으로 나타난 상태다.
목포시의 연도별 인구 추이
| 연도   | 인구(명)  | 가구(세대) | 인구밀도(명/km2) | 세대당 인구(명) |
| ------ | --------- | ---------- | ---------------- | --------------- |
| 1961년 | 127,252명 | 22,355     | -                | 5.69            |
| 1966년 | 162,491명 | 28,309     | 7,006            | 5.74            |
| 1970년 | 177,801명 | 32,937     | 6,849            | 5.40            |
| 1975년 | 192,927명 | 39,236     | 5,885            | 4.92            |
| 1980년 | 221,856명 | 46,577     | 6,313            | 4.76            |
| 1985년 | 236,078명 | 51,722     | 6,708            | 4.56            |
| 1990년 | 253,423명 | 57,831     | 5,557            | 4.40            |
| 1995년 | 239,571명 | 69,868     | 5,206            | 3.42            |
| 2000년 | 245,831명 | 79,378     | 5,223            | 3.10            |
| 2005년 | 242,998명 | 88,849     | 5,070            | 2.73            |
| 2010년 | 247,442명 | 98,181     | 4,940            | 2.52            |
| 2015년 | 239,403명 | 99,366     | 4,776            | 2.38            |
| 2016년 | 238,450명 | 100,766    | 4,757            | 2.36            |
| 2017년 | 237,247명 | 100,845    | 4,757            | 2.36            |
| 2018년 | 235,423명 | 101,609    | 4,757            | 2.36            |
| 2019년 | 233,175명 | 102,481    | 4,757            | 2.36            |
| 2020년 | 227,178명 | 103,316    | 4,757            | 2.36            |
| 2021년 | 221,642명 | 103,162    | 4,757            | 2.36            |
| 2022년 | 220,447명 | 104,039    | 4,757            | 2.36            |

| 연도   | 총인구    | 남        | 여        | 세대수      | 65세 이상 | 남       | 여       |
| ------ | --------- | --------- | --------- | ----------- | --------- | -------- | -------- |
| 2009년 | 244,339명 | 122,429명 | 121,910명 | 96,223세대  | 23,727명  | 9,202명  | 14,525명 |
| 2010년 | 245,422명 | 122,310명 | 122,413명 | 98,776세대  | 26,421명  | 10,504명 | 15,917명 |
| 2011년 | 244,871명 | 122,415명 | 122,456명 | 98,809세대  | 26,270명  | 10,434명 | 15,836명 |
| 2012년 | 245,073명 | 122,512명 | 122,561명 | 99,652세대  | 27,753명  | 11,185명 | 16,568명 |
| 2013년 | 240,936명 | 120,160명 | 120,776명 | 99,334세대  | 28,908명  | 11,718명 | 17,190명 |
| 2014년 | 239,109명 | 119,322명 | 119,787명 | 99,955세대  | 30,179명  | 12,358명 | 17,821명 |
| 2015년 | 238,382명 | 118,975명 | 119,407명 | 100,172세대 | 31,203명  | 12,843명 | 18,360명 |
| 2016년 | 237,739명 | 118,474명 | 119,265명 | 101,180세대 | 32,445명  | 13,439명 | 19,006명 |
| 2017년 | 234,379명 | 116,763명 | 117,616명 | 100,845세대 | 33,834명  | 14,130명 | 19,704명 |
| 2018년 | 232,327명 | 115,729명 | 116,598명 | 101,609세대 | 34,821명  | 14,661명 | 20,160명 |
| 2019년 | 232,327명 | 114,565명 | 115,296명 | 102,481세대 | 36,087명  | 15,328명 | 20,759명 |
| 2020년 | 224,044명 | 111,578명 | 112,466명 | 103,316세대 | 37,827명  | 16,144명 | 21,683명 |
| 2021년 | 218,589명 | 108,808명 | 109,781명 | 103,162세대 | 39,063명  | 16,664명 | 22,399명 |

## 개발
19세기 말엽 목포는 서구열강에 의해 항구도시로 주목받기 시작했다. 1897년 10월 목포 전역이 외국인 거주지역으로 지정되고 목포항이 정식으로 개항한 이후 항구도시로써 발전하기 시작했다. 1914년에는 서울 ~ 목포간 호남선 철도 전구간이 개통되었으며, 이와 함께 목포는 대표적인 항구도시로 자리매김했다. 1932년에는 전국 6대 도시 중 하나로 급성장하였다.

### 하당신도시
1990년대 이후 목포시는 구시가지 대체할 신시가지 건설하기 시작했다. 바로 지금의 현재 목포시의 중심인 하당신도시이다. 목포시 인구의 절반이 하당에 거주하고 병원, 문화시설, 대학교, 대형마트, 금융이 밀집되어 있는 목포시민 생활의 중심이기도 하다.

### 남악신도시
남악신도시는 전라남도청의 이전으로 인해 2005년부터 건설되기 시작한 계획도시다. 남악신도시는 목포시와 무안군의 경계지역에 해당하기 때문에 신도시의 행정구역이 절반씩 목포와 무안으로 나뉘어 있다. 총 계획개발지구는 옥암, 남악, 오룡, 임성, 망월지구인 총 5개구역이다. 이 중 옥암지구, 남악지구만 완공되어 있다.

### 대불국가산업단지
대불국가산업단지는 전라남도 서남권의 발전을 위해 정비된 산업단지로서 1996년 12월 완공됐다. 1997년부터 기업들의 입주가 시작되어 가동되었다. 하지만 초기에는 용지매각이 잘 이루어지지 않아 고전하다 한라중공업을 인수한 현대삼호중공업 입주로 인해 관련 중소기업들이 대규모 입주하여 산업단지 활성화가 이루어졌다. 또한 2002년에 산업자원부(현 산업통상자원부)가 무역자유지역으로 설정해 투자의 기회가 높아졌고 2007년에는 조선산업단지 혁신클러스터로 확정되면서 조선업종 산단 업체의 발전 가능성이 커졌다. 그로 인해 인구가 유입되어 대불국가산업단지가 있는 영암군 삼호면이 삼호읍으로 승격이 되기도 했었다.

## 경제
일찍이 개항하면서 목포는 항구로서 성장세를 지속해왔으나 상대적으로 황해는 일본과 러시아를 대상으로 한 동해보다 개발이 더뎠으며 많은 문제점을 안고 있었다. 그러나 중화인민공화국의 급성장에 힘입어 중국 동해안과 대한민국의 서해안 간 항구 교통량이 나날이 증가해 환황해권 개발의 필요성은 점점 대두되었다. 서해안고속도로가 2001년 완공되고 인천, 평택/당진, 군산과 함께 거점으로 꼽히면서 목포는 해양관광, 임해산업을 위주로 성장방안을 모색하고 있다.

### 농어업
목포는 도농복합형 도시가 아닌 단일 도시로서 외곽 지역에 간간히 농가가 나타나지만 대규모가 아닌 0.5ha 미만의 농가가 총 1,326가구 중 459가구를 차지한다. 쌀이나 보리, 콩 중에서 콩류의 생산량이 그나마 많은 편에 속한다. 그러나 목포시 통계연표에 따르면 2001년부터 2006년까지 계속적으로 참외, 오이, 토마토 등 과채류 생산량이 증가하고 있으며 참깨 등 특용작물의 생산량도 증감을 반복하고는 있으나 지속적인 생산세를 보이고 있다.
목포항에는 수많은 어선이 정박해있다. 어선들은 흑산도 연안으로 나가 흑산 홍어를 잡아 팔거나 갈치를 파는 어선이다. 목포 거주 어민 수는 2005년 2,727명까지 떨어졌다가 2022년 기준 3,800명 선에 머물고 있다. 목포 연안에서 가장 많이 잡히는 수산물은 어류로서 2022년 기준 16,780톤으로 전년 대비 17% 정도 감소세다. 2006년 기준 26,862톤의 어획고를 올린 것에 비하여 그 규모가 계속적으로 줄어들고 있다. 세발낙지로 대표되는 연체동물의 수획고는 2022년 기준 1,045톤 규모이며 연체동물이나 갑각류의 경우 생산규모의 변동이 큰 편이다.
2022년 목포시 앞바다에서 전어 새끼 수만마리가 폐사하여 시 차원에서 수사 의뢰가 있었으며 어족자원 보호와 육성을 위하여 감성돔 방류 등 행사를 진행하고 있다.1996년부터 수산종자 방류사업을 지속해서 시행하고 있으며, 현재까지 전복, 넙치, 감성돔 등 총 613만 마리가 방류됐다.
국내 김산업 성장 및 수산업 수출폭이 증가함에 따라 목포시의 김 수출액이 사상 첫 1억 달러를 돌파하였으며 이에 따라 목포시는 46,612㎡ 규모의 수산식품 수출단지를 조성중이다. 단지 내에는 가공공장, 국제마른김거래소, 연구시설 등을 구축하여 수산물 제품의 생산부터 가공, 수출까지 전 과정이 실행 가능하도록 하겠다는 방침이다. 김 거래소는 마른김의 표준화 및 거래 선도를 위하여 운영될 예정이다.

### 공업
목포의 경제 활력이 되는 요소로는 인근의 대불산업단지와 현대삼호조선소를 꼽을 수 있다. 대불산업단지는 영암에 자리하고 있지만 바로 수출할 수 있는 신외항이 마련되어 있다. 신외항에 있는 목포신항만은 최초의 민자 부두이며 매년 11억 원에 달하는 물류 비용 절감 효과를 내고 있다. 2024년 국토교통부 산업단지 재생 사업에 대불국가산업단지가 선정되어 2028년까지 재생 사업이 진행될 예정이다. 이는 준공 후 27년이 지나 산업단지가 노후화됐기 때문으로 조선업 시황에 따라 대규모 실업이 발생하는 바, 산업구조 다변화가 필요한 상태다. 전라남도와 목포시는 신안군에 해상풍력발전단지가 조성되고 있어 이와 연계하여 친환경 선박, 해상풍력 기자재 생산 기지로 대불산단을 활용하겠다는 입장이다.
목포 내의 산업단지로는 대양산업단지가 있으며 김 산업, 친환경 선박, 서남권 최대 물류창고 등의 기업체 유치가 이뤄지고 있다. 초창기 대양산단의 분양률이 지나치게 낮아 어려움이 있었으나 국가 에너지융복합단지로 지정되면서 분양에 탄력을 받았고 분양률 98%를 달성한 상태다. 언론 보도에 따르면 대양산단 입주 일부 기업이 부지 매입 이후 세금 미납, 공장 건물 미착공 등으로 일관하고 있어 투기 목적이 우려되는 부분이 있다.

### 상업
조선시대까지 목포는 한양으로 떠나는 조운의 길목이 되었다. 당시에는 하굿둑이 없었으므로 바닷물이 나주 인근까지 흘러가 나주평야에서 집산된 곡물이 한양으로 향할 수 있었다.
광복 이후에는 목포역 일대의 구도심에 모든 기능이 집중되어 문화시설 및 상업 기능이 모두 이루어졌다. 그러나 새로 생겨난 연산동 위주로 아파트 단지가 대거 들어서고 1999년부터 하당신도시가 생겨나면서 상당 부분의 인구 유출로 신도시 인근의 상권이 대두되고 원도심의 시내는 계속된 도심공동화 현상을 겪게 된다. 원도심의 상업 기능은 상당 부분 상실되어 식품 및 주류 업소들도 거의 자리를 옮겼다. 상권이 줄어들면서 시에서는 오래전부터 대책마련에 고심했으며 원도심 활성화 조례까지 제정했다. 그러나 인구 유출이 많이 진행된 상태고 구도심과 신도심 사이의 거리 차이로 인해 쉽사리 회복되지 않고 있다.

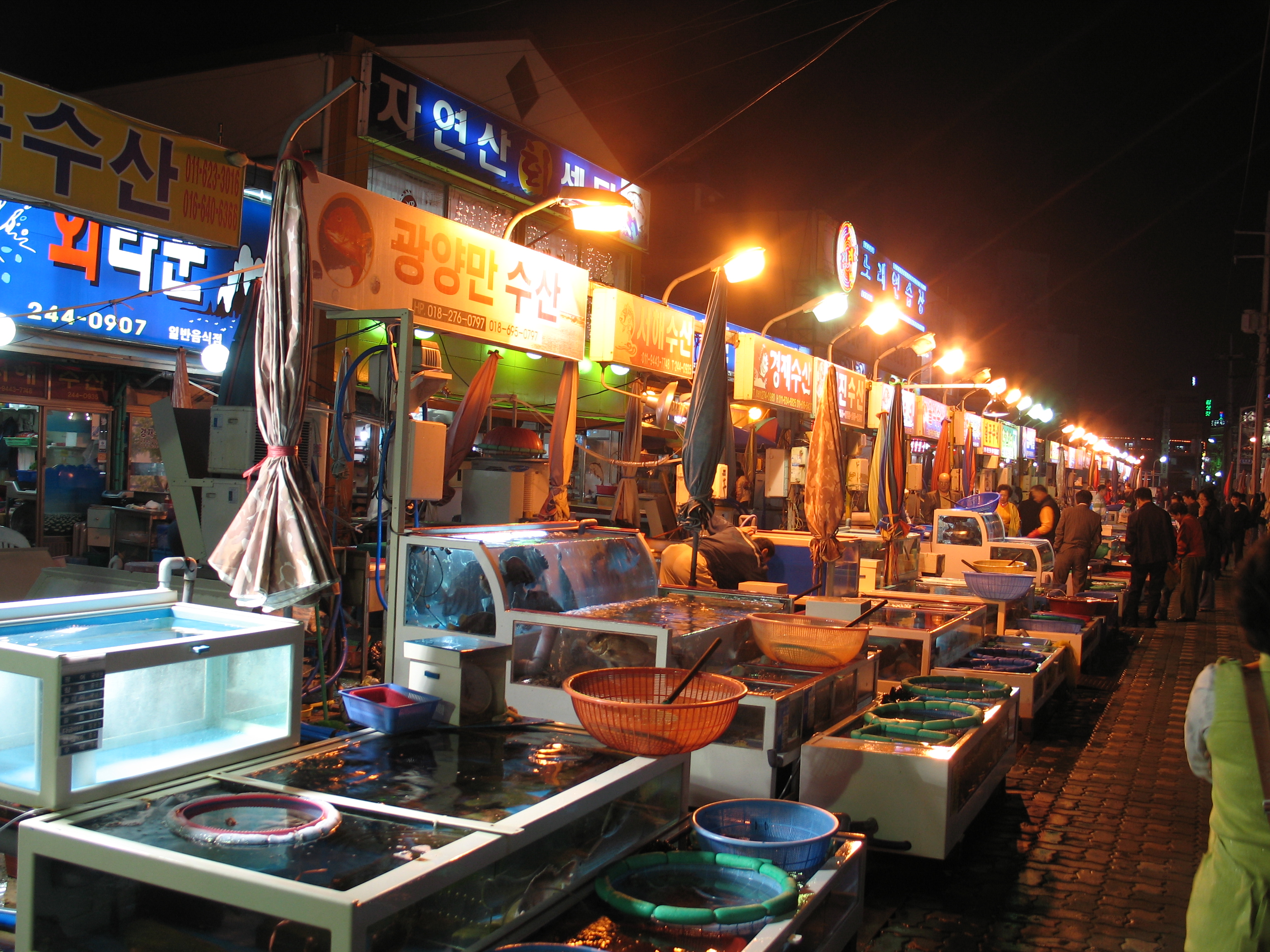
북항 지역에 밀집해 있는 회 음식점들. 일명 '북항회센터'.

전통적으로 구도심에 있었던 목포역 상권과 중앙시장을 중심으로 한 여러 시장은 시민들이 소비를 하는 중추로 꼽혀왔다. 인근에 유일한 백화점이었던 화니백화점이 있었으나 IMF 위기를 겪으며 화니백화점을 문을 닫았고 중앙극장이 되었다가 현재는 다른 업종으로 변경되어 각 층별로 별도 점포가 영업을 하고 있다. 더욱이 상업 기능의 대부분을 담당하던 구도심은 이마트(2000.12), 롯데마트(2001), 농협 농수산물유통센터(2003.08)가 각각 하당 석현지구, 하당 평화광장, 하당 석현지구 근처에 개점하면서 기능을 상실하게 됐고 목포역 주변에 있던 코렉스 마트(2004년 폐점)도 문을 닫기에 이르러 대형할인점의 경우 2008년 1월 17일 문을 연 홈플러스 목포점이 용당동 인근에 있어 신도심이 아닌 곳에 있는 것으로는 유일하다. 이제 구도심 인구가 장을 보기 위해 시장 대신 하당으로 이동하는 것이 일상이다. 다만 여객선터미널 인근에 있는 동명어시장 및 북항에 어시장 기능이 활성화되어 있어 홍어나 낙지를 찾는 관광객들의 발길이 끊이지 않는다. 구도심활성화와 재래시장을 돕기 위해 시 당국은 재래시장 상품권을 도입하는 한편 각 시장의 자율권을 살려 문화교실을 도입하는 방편으로 재래시장 되살리기에 나서고 있다. 비케이큐브 사와 목포시와의 소송전 끝에 광주고검의 상고 포기 지휘로 결국 건축 허가를 내주고, 하당 포르모큐브 옆 부지에 비케이큐브의 대형할인마트가 들어서게 됐다.
2016년 12월 22일에는 남악신도시에 롯데아울렛 남악점과 롯데마트 남악점이 새로 오픈하면서 대형 할인점들끼리 치열한 경쟁이 예상된다.
수산업 경매의 경우 목포여객터미널 근처에 있는 서산동 인근의 수협공판장에서 진행된다. 한달에 2회 정도 진행되는 수산물 경매는 선박의 입항과 물량에 따라 차이가 있으며 공식적으로는 2회이나 선박 측이 도소매 상인과 개별적으로 진행하기도 한다.

### 향토 기업
목포에 기반을 둔 향토 기업으로는 보해양조주식회사, 행남자기, 조선내화, 정우개발 등이 있다. 보해양조는 1950년 창립된 이후 1966년 보해산업주식회사로 출범해 호남을 대표하는 소주 회사로 성장했다. 소주 시장의 경쟁이 치열해짐에 따라 보해 또한 해외 시장 공략을 하고 있으며 과일소주, 복분자 와인 등의 싱가포르, 베트남 수출 등에 주력하고 있다. 보해 복분자주는 대한민국 복분자 와인의 대표 브랜드 중 하나로서 해외 시장에 진출을 지속하고 있다.
또다른 향토 사업자로는 행남자기가 있다. 1942년 5월 설립되어 본사는 목포에 두고 마케팅과 디자인을 총괄하는 서울사무소와 공장인 여주사무소가 있다. 1953년 커피잔세트를 국내 최초로 개발한 행남사는 최근 들어 중화인민공화국 시장공략에 총력을 기울이고 있으며 2008년 200만 불 이상을 수출해 현지 바이어들의 관심을 모았다. 공장 이전이 가시화되면서 공장 이전이 거론되었으나 목포시 상동에서 연산동 부지로 이전하면서 시외로 나가는 사태는 없어졌다.

#### 저축은행으로 인한 지역 경제 위기
2011년 초 부산의 대표 상호저축은행인 부산저축은행이 검찰 수사의 직격탄을 맞으며 위기에 몰리자 2월 19일 전남권의 대표 저축은행인 목포 보해상호저축은행의 영업정지 상황이 발표됐다. 보해저축은행은 지난 17일 부산저축은행이 영업정지되기 하루 전부터 유동성 악화 소문이 돌아 지난 16일 100억 원, 17일 100억 원, 18일 290억 원의 예금이 인출됐다. 자산 1조에 달하는 보해저축은행이 일련의 뱅크런으로 위기를 맞게 되면서 타지역의 저축은행에도 위기의식이 커졌다.
목포시에서는 2월 초 일시인출 및 모회사인 보해양조의 지원을 보조할 수 있도록 정부 측에 건의안을 내놓은 상태였으나 목포상공회의소에서 열린 경제간담회에서 금융위원장과 경제인들이 모인 가운데 서민 금융으로 현재의 위기 상황을 타계할 수 있도록 지원하자는 회의가 열리기도 했다. 보해저축은행이 결과적으로 도산하면서 하당 신도시에 개축한 상가를 민간에 매각하였고 보해 또한 계속된 실적 부진 등으로 순천의 토지를 매각한 상태다.

### 재래시장
- 동부시장 (용당1동)
- 구 청호시장 (연동, 동명동)
- 중앙시장 (원산동)
- 중앙식료시장(구 중앙시장) (목원동)
- 목포종합수산시장 (동명동)
- 자유시장 (삼학동)
- 항동시장 (만호동)
- 신 청호시장 (상동)

### 대형 아울렛 및 할인점
- 이마트 목포점 (옥암동)
- 홈플러스 목포점 (용당1동)
- 롯데마트맥스 목포점 (신흥동)
- 롯데슈퍼 연산점(기업형 슈퍼마켓) (원산동)
- 롯데슈퍼 목포용해가맹점(기업형 슈퍼마켓) (용해동)
- 롯데슈퍼 하당점(기업형 슈퍼마켓) (신흥동)
- 농협 하나로클럽 목포점 (옥암동, 삼향동)

## 교통

### 철도 교통
| 목포역   | 호남선 |  | 호남고속철도(KTX/SRT) 새마을호(ITX-새마을/ITX-마음) 무궁화 | 행신·용산·부전·서대전·광주송정·나주 |
| 임성리역 | 호남선 |  | 무궁화                                                     | 부전·구포·창원·광주송정·광주        |

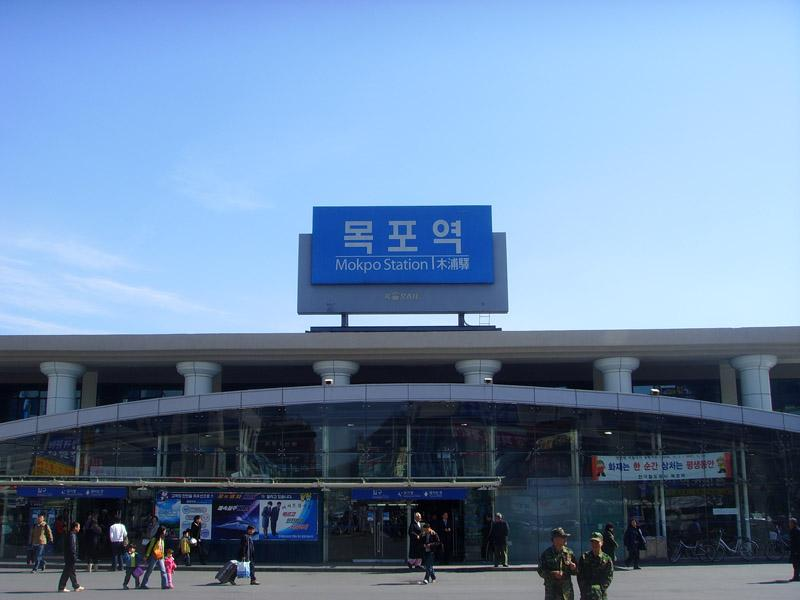
목포역

목포역은 1913년 5월 15일 호남선 목포역 - 함평역 간 운행이 시작되면서 보통역으로 출범했다. 호남선의 종착역이자 수탈의 아픔을 지닌 역으로서 현재에는 연간 120만명의 여객 수송을 담당하며 호남권 물류를 담당하고 있다.
호남선의 종착역인 목포역은 시의 구도심에 있으며 여객선터미널과 그리 멀지 않은 거리에 있다. 과거에는 삼학도안까지 석탄을 운반하던 산업철도가 있었지만 지금은 철로만 남아있을 뿐 거의 운행되지 않는다. 삼학도 인입철도로 불리는 이 철도는 1965년 12월 31일 목포역 지선으로 삼학도 부두까지 연결됐던 철도이지만 주민의 가게 및 가옥 바로 앞을 지나다녀서 사고 피해에 노출돼 있는 지역이다. 이에 따라 삼학도 정비 사업과 더불어 2011년 해당 철로를 없애기로 했다. KTX가 운행하기 이전인 2004년까지는 철도가 목포역에서 연동육교를 거쳐 시내를 관통했다. 그러나 2003년 12월 호남선 전 구간 복선전철화와 함께 선로정비가 이뤄지면서 시내를 관통하던 철도는 전부 사라지고 석현동을 지나는 우회 지하화 구간을 통해 기존 목포역으로 향하게 됐다.
2004년 4월 1일 KTX가 개통되고 호남고속철도 및 호남선 열차의 시종착지가 되면서 서울에서 목포까지 3시간 이내로 접근이 가능해졌다. 향후 2020년대까지 호남고속철도가 전 구간 완성되면 서울에서 목포까지 1시간 40여분이 소요될 예정이다. 다만 임성리역으로 시종착역이 옮겨가게 돼 목포역에는 일부 호남선 열차만이 정차하게 된다. 기본 계획안에 따르면 호남고속철도 계획 노선은 경부선 분기점인 오송을 출발해 익산 ∼ 광주송정 ∼ 목포를 연결하는 신설 노선으로 총길이는 230.9km다.
2016년 8월 현재 목포역에는 용산 - 목포 간 KTX 열차가 하루 왕복 32회 (상행 16회, 하행 16회 총 32회, 이 중 인천국제공항 - 목포 간 KTX 열차가 왕복 4회, 행신 - 목포 간 KTX 열차가 왕복 8회), ITX-새마을 열차가 하루 왕복 4회, 무궁화호 열차가 하루 왕복 12회, 목포 - 광주 간 무궁화호가 하루 왕복 2회, 목포 - 부전 간 무궁화호가 하루 왕복 2회로 하루에 총 왕복 14회 (편도 28회)의 열차가 운행하고 있다.
임성리역은 1912년 5월 15일 무배치간이역으로 영업을 개시했다. 그리고 2001년에 호남선 복선화로 지금의 역사로 이전하였다. 현재는 광주행 무궁화호와 부전행 무궁화호 열차가 멈추는 작은 역이다. 한때 호남고속철도의 시,·종착역으로 지정되기도 하였으나 무산되었다. 이후 2015년 11월 경전선의 보성 ~ 임성리 구간의 착공이 재개되면서 착공이 완료되는 2020년 이후에는 경전선의 시·종착역이 될 예정이다.

### 도로 교통

국도1, 2호선 시작점 기념비

주된 교통은 승용차 및 시내버스, 시외버스가 있다. 또한 국도 제1,2호선, 서해안고속도로, 남해고속도로로 전국각지와 연결되어 있다.
목포시는 하당신도시의 신도심과 목포시청과 KBS목포방송국이 있는 구도심을 잇는 양을산터널을 2007년 8월 24일 개통하였고 이후 크게 돌아가던 길을 대폭 줄여주었다. 또한 2012년 6월 29일 목포대교 개통이 되면서 고하대로의 전 노선이 완성되었고, 국도 제1호선의 기점이 고하도로 변경되었으며, 영산강하굿둑의 교통분산에 도움이 되고 있다.

#### 국도
일제강점기 최초로 건설된 도로인 국도 제1호선은 목포에서 출발해 신의주까지를 잇는 도로지만 한국 전쟁 이후 잠시 국도의 구간이 임진각까지 끊어지기도 했다. 2000년 착공한 경의선 도로 연결 공사를 통해 현재는 다시 개성특급시 방면과 이어진 상태다. 서해안고속도로를 타고 목포IC에서 빠져나와 국도를 타고 들어가면 여객선터미널에 닿을 수 있다.
부산광역시와 연결하는 국도 제2호선이 예전엔 국도 제1호선과 같이 목포기점이었으나 신안기점으로 바뀌면서 본 노선이였던 녹색로가 국도 제2호선에서 해제되고 고하대로부터 무영로로 바뀌었다. 또한 국도 제77호선이 해남군 화원면부터 목포시 유달동의 달리도, 율도를 거쳐 신안군 압해읍로 이어질 예정이다.
| 1 | 고하대로, 영산로 | 2 | 녹색로(옛 노선), 압해로, 고하대로, 무영로, 서해안고속도로 | 77 | 예정중 | 820 | 임성로 |

서해안고속도로
서울과 목포로 연결된 서해안고속도로가 있어 약 4시간 정도 소요된다. 2001년 12월 21일에 서해안고속도로 전 구간이 개통되면서, 이는 기존의 개발축에 속해지 않아 경부축에 비해 개발상태가 낙후되었던 것을 혁신하기 위함으로 과거 5 ~ 6시간 남짓 걸리던 소요시간이 현저히 줄어들었다. 그리고 목포와 부산을 연결하는 남해고속도로가 있어 약 3시간 정도 소요된다. 부산에서 순천까지 개통되었지만 2012년 4월 27일에 순천에서 목포까지 전 구간이 개통되어 목포와 부산이 가까워졌다. 또한 목포와 광주를 빠르게 연결해주는 무안광주고속도로는 2007년 11월 8일 단계적으로 개통되어 무안국제공항과 광주가 연결돼 인근 목포권 승객들이 공항으로 향할 수 있는 도로까지 정비됐다.
| 2 | 국도 제1호선, 국도 제2호선 (목포 나들목) ↔ 죽림 분기점 |

#### 시내버스
목포시의 시내버스는 유진운수ㆍ태원여객(차고지 공동 사용)이 운행하고 있다. 27개의 버스노선이 운행중이며 거의 대부분의 버스는 삼학도, 석현동에 기점과 종점을 두고 운행하고 있다. 외곽연계버스가 영암군의 삼호읍, 학산면, 무안군의 삼향읍, 일로읍, 몽탄면, 청계면, 무안읍, 신안군의 압해읍까지 운행한다.
2005년부터 천연가스버스(CNG)를 연차적으로 확대 시행, 2007년 3월 1일에는 모든 노선에 무료환승제를 도입했다. 간선버스, 지선버스, 순환버스, 외곽버스, 좌석버스로 구분해 시행하게 됐으며 서울과 같은 교통카드 무료 환승시스템이 본격적으로 시작하게 됐다. 전라남도 최초로 저상버스를 2007년 도입해 현재 운영 중이다.
2008년부터 버스 준공영제 도입을 시에서 추진해 왔지만 시민단체들은 시가 지나치게 시내버스에 지원을 쏟아부으면서 지방세 재정을 낭비하고 있다며 반발했다. 서비스가 개선되지 않은 채 버스회사만 배불릴 수 있다는 이유였다. 목포경실련은 2003년부터 버스 요금이 연간 12%꼴로 오른데다 적자를 메꿔준다는 명목으로 20억을 지원했음에도 경영 실적이 나아지고 있지 않은 상태에서 시가 더 큰 비용을 부담해서는 안 된다고 비판했다.
2012년에는 목포시가 국토해양부으로부터 목포-무안권역 광역버스정보시스템 구축사업에 선정되어 목포지역에도 버스정보시스템이 서비스를 제공하게 되었다. 2011년부터 목포시가 주축이 되어 인근 무안·신안·영암군과 광역버스정보시스템을 구축하고자 협의를 하였으나, 무안군만이 참여 의사를 밝혀 목포시와 무안군이 광역 버스정보시스템 구축계획을 수립, 2011년 11월에 국토해양부에 제출하여 심사결과 2012년 광역 BIS 구축 지원 자치단체로 선정되었다. 사업범위는 총 14억으로, 국비 4억 2,000만원, 지방비 9억 8,000만원(목포 8억 4,000만원 · 무안 1억 4,000만원)이다. 목포~무안 광역노선 8개 노선과 목포시·무안군 일원 12개 노선 등 총 20개 노선에 정류소 안내기 43곳, 차량단말기 170대, 버스정보센터 1식이 설치되었고, 2013년 11월 23일에 개통하였다.

#### 시외버스
시외 대중교통은 목포버스터미널에서 일괄 처리하고 있으며 전남 주요 시군과 서울, 부산, 마산, 성남 등 전국 주요도시로 갈 수 있다. 그러나 타도 시·군으로 가는 직통버스가 부족한 편이어서 광주 유스퀘어에서 갈아타는 경우도 있다.

### 항공
목포공항이 인근 영암군에 있어 서울과 항공편으로 연결되었지만 목포공항은 잦은 안개와 활주로 시설 미비로 여러 어려움을 겪어왔다. 더군다나 1993년 아시아나항공의 추락사고로 국정 감사를 받았지만 활주로 50m 확장에 그쳤다. 결국 이러한 목포공항의 문제점과 광주공항의 시내문제점 등으로 인해 전남 서남권 신공항인 무안국제공항을 완공하여 운영하고 있다.
2013년 국회 국토교통위원회의 발표에 따르면 무안국제공항의 경우 2012년 -79억 2,100만원으로 수익은 증가하고 있으나 적자가 심각한 상태이다. 2011년에 비해 부채비율이 40,9%에서 20.2%로 줄어들고 있는 상태이다.
코로나 시기 무안공항의 운행이 전무하여 전라남도는 무안공항 활성화를 위하여 노력해왔다. 2024년 11월 한국공항공사 발표 자료에 따르면 2024년 무안공항 이용객은 32만 3,457명으로 전년대비 87.5% 증가하여 전국 공항 중 최대 증가폭을 보였다.
2024년 진에어가 무안공항 정기선 운행을 시작함에 따라 개항 17년만에 처음으로 무안공항에서 매일 국제선이 출발하게 됐다. 일본 나리타, 오사카, 대만 타이베이 국제선과 제주 노선이다. 무안공항의 KTX연결이 추진되고는 있으나 광주와 나주 등과의 연결을 위한 시외버스 확충과 홍보는 과제로 남아 있다.

### 해상 교통

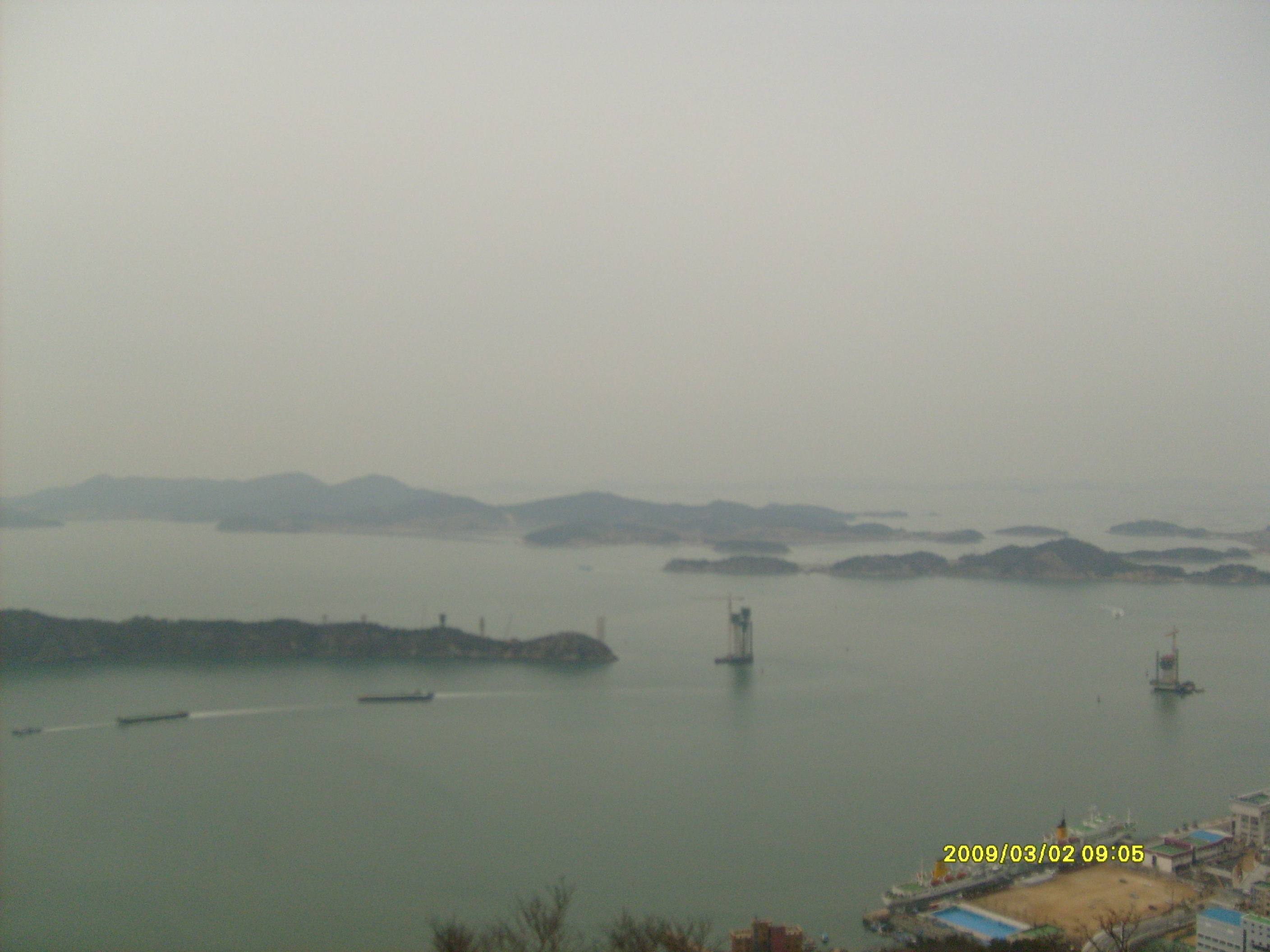
유달산에서 본 목포 앞바다

목포에는 국내 연안 및 해외를 연결하는 목포항의 목포여객선터미널과 목포 북항이 있다. 목포여객선터미널은 목포연안여객선터미널과 목포항국제여객터미널로 분리되어 있고, 국내 여객항로는 흑산도, 홍도, 제주도 및 신안군 도서 지역을 연결하는 목포연안여객선터미널에서 담당한다. 목포항국제여객터미널은 중국 상하이로 국제여객선이 공식취항식을 갖고 국내 유일 상하이행 배편으로 출범하였지만 현재는 여객선 운항이 중단된 상태다.
목포~제주간 여객편의 경우 목포항국제여객터미널에서 이용하고 2011년 3월 호화 크루즈호를 띄우게 됐으며 연간 100만명을 선회하는 관광객을 수용할 수 있을 것으로 전망된다.

## 문화

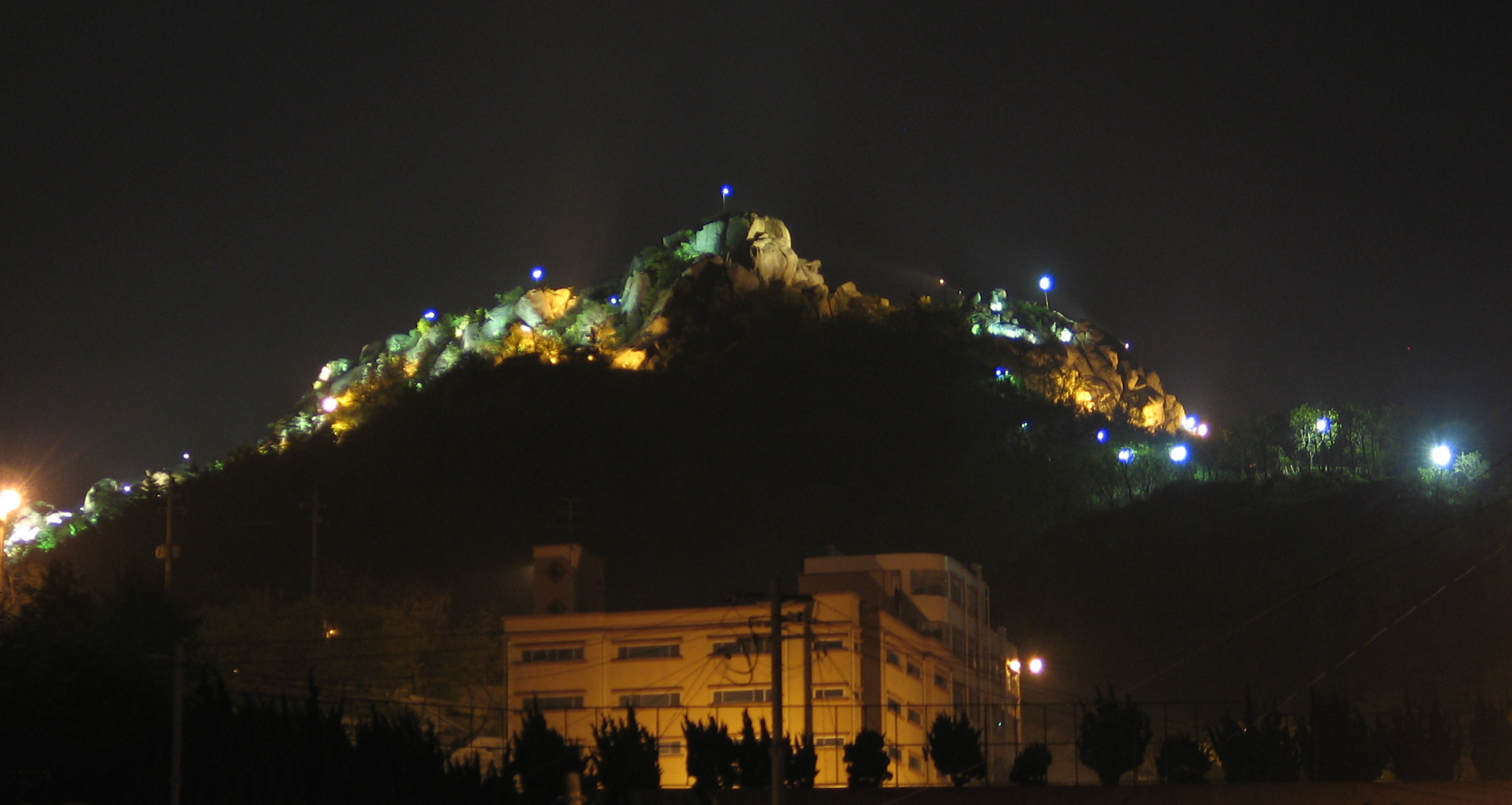
야간조명이 설치된 유달산의 야경

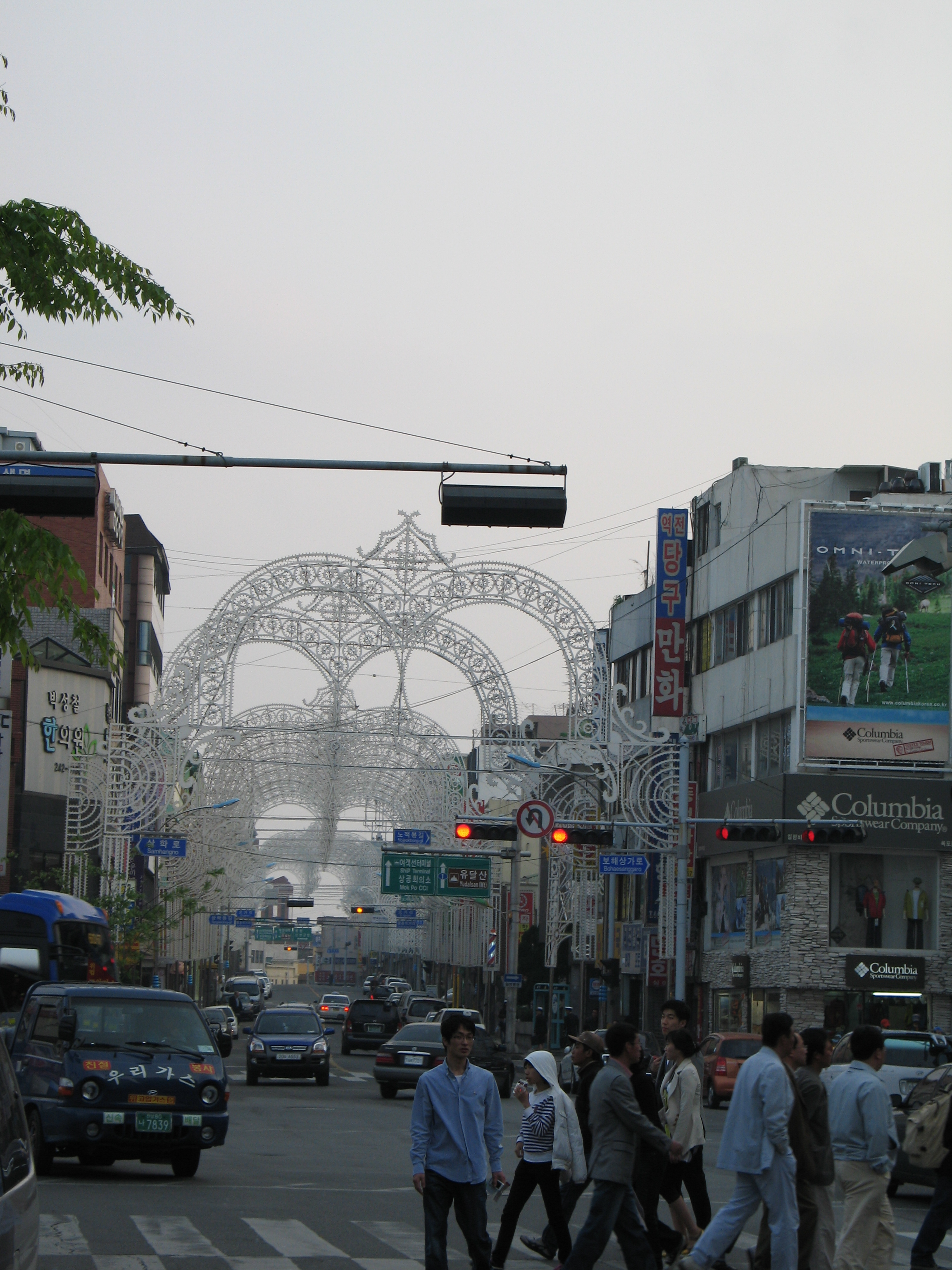
루미나리에가 설치된 목포 구시가지

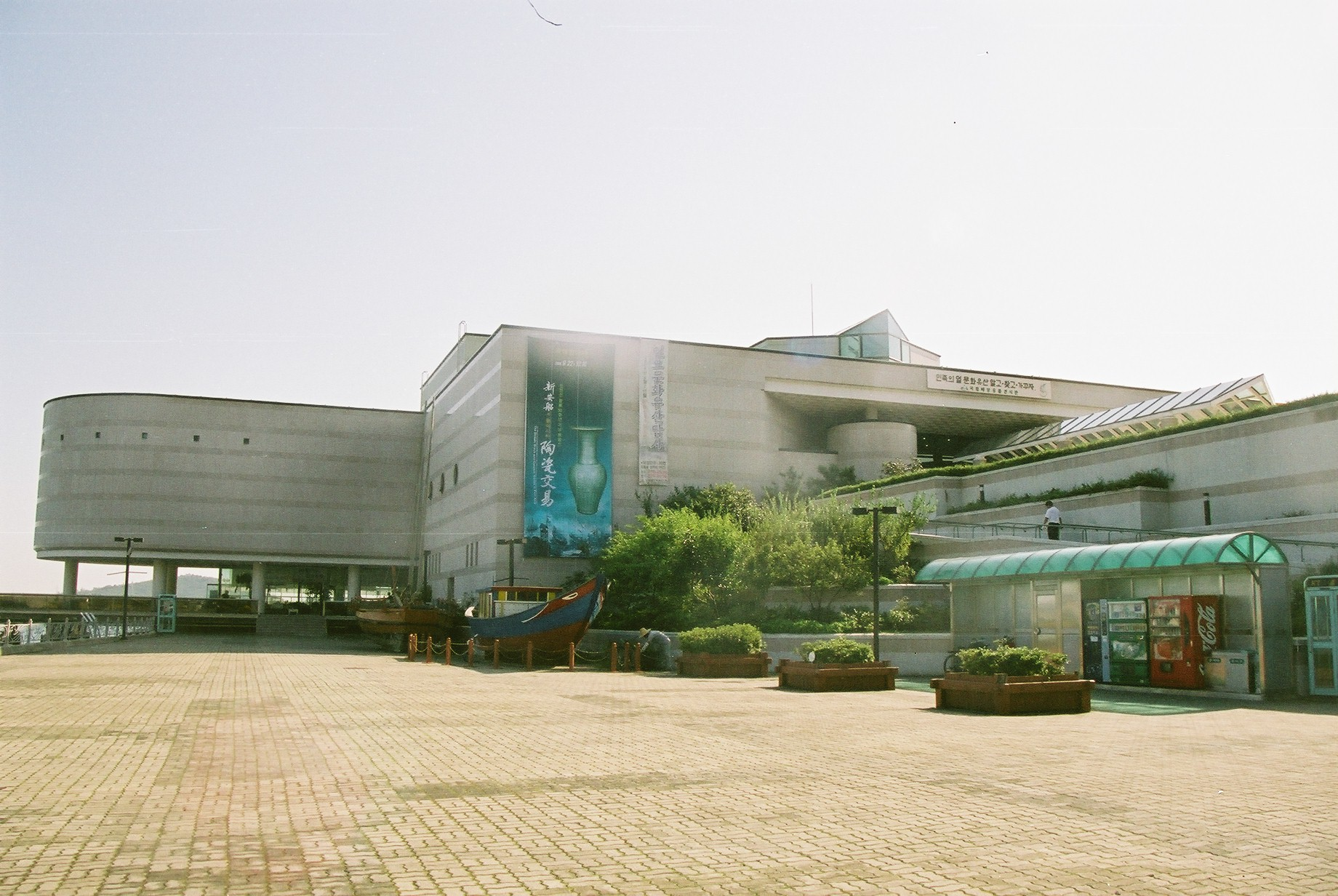
국립해양유물전시관

목포 춤추는 바다분수

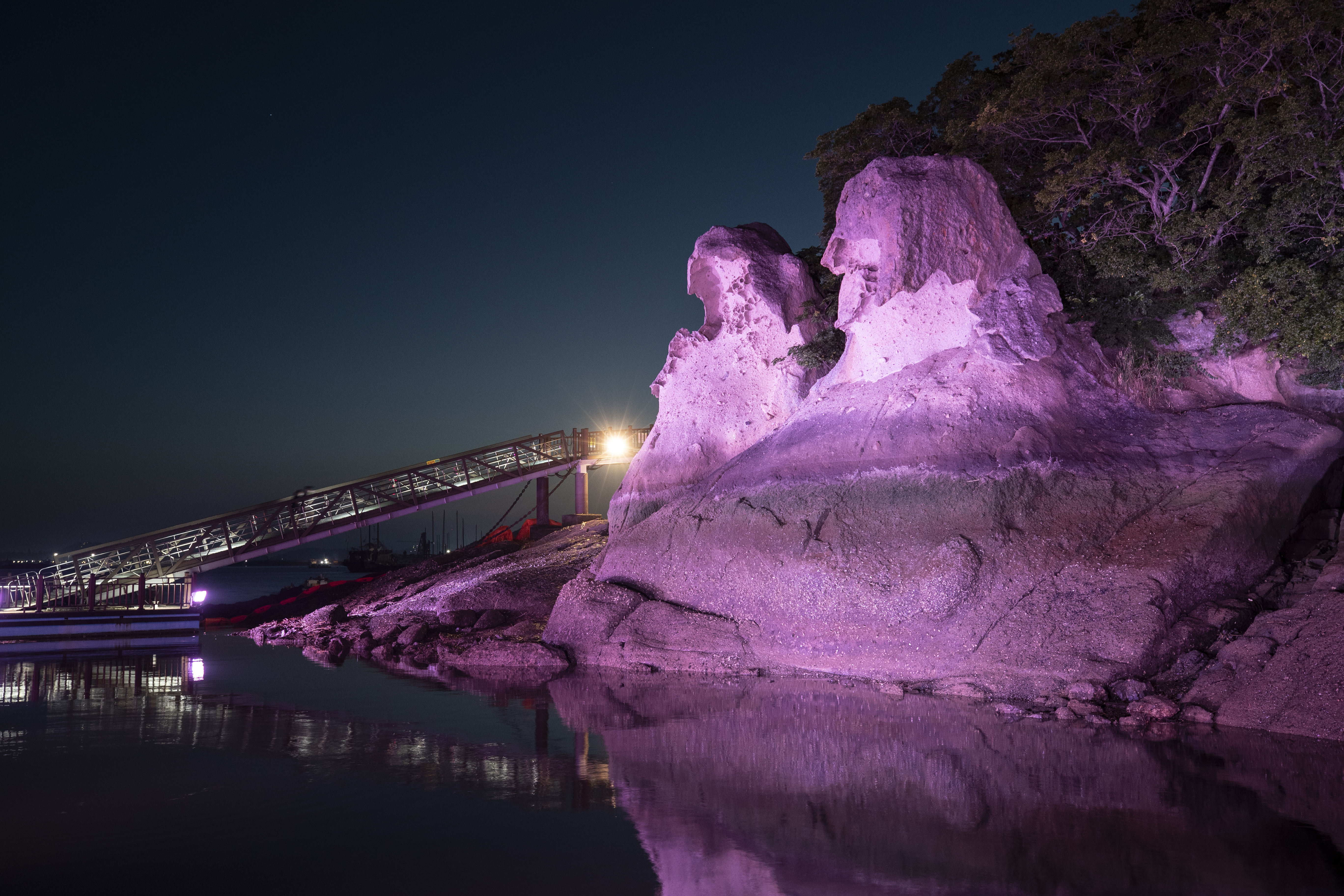
목포의 관광 명소인 갓바위의 야경

목포역 인근에 있는 유달산은 목포의 자랑이자 상징과 같다. 유달산은 기암괴석이 어우러져 병풍처럼 보인다 해서 금강산의 여름 별칭인 개골산이라는 별명을 가지고 있다. 4~5월에는 유달산 꽃축제가 열려 수많은 인파가 몰린다. 유달산의 볼거리는 정상에 올랐을 때 보이는 다도해 절경에 있다. 유달산은 228m로 그 높이가 낮지만 목포시 한가운데서 보는 다도해의 절경이 아름다우며 낙조대로도 많은 사람들이 찾는다.
다른 명소는 전국 최초로 조성된 목포조각공원으로 1982년 야외 조각 공원으로는 처음으로 개장했다. 조각품의 계약 기간 만료 등으로 어려움을 겪기도 했지만 목포의 문화를 상징하는 작품으로 '자연, 문화, 조각'이라는 주제하에 꼽힌 작품들이 2008년 8월부터 전시되고 있다.
인근에 있는 난전시관과 생태전시관은 남부지방에서 자생하는 특이 식물을 보존하여 선보이고 있는 곳으로 함께 들를 수 있는 명소다.
시내 일대에서 볼 수 있는 명소는 빛의 향연이다. 목포시는 빛의 도시로 관광객을 모으기 위해 노력하고 있다. 목포극장 앞길과 역전파출소 앞으로 길게 서있는 루미나리에는 밤마다 빛을 뽐낸다. 유달산에도 야간조명이 켜져 야경을 만드는 데 일조하고 있다.
근처에 있는 이훈동정원은 좋은 볼거리다. 일제시대 때 지어져 조선내화의 사장이었던 이훈동의 소유로 이어져온 이곳은 호남 제일의 정원이며 일본식 석등을 비롯한 일제 시대의 건축양식을 잘 보여준다. 개인 소유의 집이라서 탁 트인 광경을 보기는 어려우나 문화재로 등록되면서 개방하고 있다.
목포 갓바위는 또다른 볼거리로서 많은 관광객들이 찾는 곳이다. 문화특구로 지정되어 목포자연사박물관, 국립해양유물전시관, 목포생활도자박물관, 남농기념관 등 다채로운 볼거리가 있어 유원지로 각광받고 있다. 국립해양유물전시관은 해양사 전시관으로서는 유일한 것으로 매년 여러 종류의 전시회와 바다 관련 학습교실을 개최하고 있다. 2007년부터 국립박물관으로 승격 추진 중이나 박물관으로 이름을 바꾸는 대신 국립해양유물연구소로 명칭을 바꾸어 대한민국 유일의 해양유물연구소가 됐다.
외달도와 고하도는 목포시가 지원하고 있는 새로운 관광명소다. "사랑의 섬, 외달도"라는 문구를 토대로 외달도 관광객을 유치해 매년 6~8월 해수풀장을 열고 한옥 민박을 개방하고 있다. 신도심에 있는 도심 공원이자 관광지는 평화광장으로서 200여 개의 조명이 쏘는 음악분수는 야경의 백미이다. 현재 국내 최대 음악분수 설치를 계획 중이나 지역 시민단체의 사업성 비판으로 난항을 겪었다. 어려움이 있었지만 착공식에 들어간 목포 바다음악분수는 2010년 7월 23일 첫 시연회를 열고 관광객 몰이에 나서게 됐다. 음악 분수의 특징은 270개에 달하는 물기둥이 음악에 맞춰 부유하는 분수가 형형색색의 레이저 조명을 받아 공연하는 데 있으며 세계 최초, 최대의 부유식 바다분수로서 한국기록원의 인증을 받았다. 주요 행사 시에는 레이저 쇼를 통해 청혼식, 생일, 결혼기념일 등 개인의 메시지를 접수 받아 이벤트 행사를 열 계획도 추진 중이다.
삼학도는 한 청년을 사모한 세 여인이 죽어 학이 되었고 그 학이 떨어져 죽은 자리가 섬이 되었다는 전설이 있는데, 세 개의 섬을 잇는 아담한 다리가 연결되어 다리를 따라 걷는 산책로와 운치있는 밤 풍경과 함께 “목포의 눈물”의 가수 故 이난영 여사를 기념하는 이난영 공원에는 우리나라 수목장 1호 이난영 여사의 수목장이 있으며 넓고 쾌적한 녹지공간과 시민 편의시설이 조성되어 있다.
목포 하면 떠오르는 것은 홍어와 맛깔스런 음식이다. 목포 5미는 홍탁삼합과 세발낙지, 연포탕, 민어회, 꽃게무침이다. 남도 한정식을 대표하는 맛집은 목포 관광에서 빼놓을 수 없는 즐거움이다.
목포시티투어 버스는 목포역 앞에서 운행하며 월요일을 빼고 매일 운행한다. 오전 9시에 출발해 오후 3시에 끝나는 일정으로 11곳의 주요 명소를 순회한다. 유달산 일대와 갓바위 일대에서 축제 및 공식 행사가 있을 경우 버스편이 증편된다. 목포시청은 KTX를 이용한 시티투어 상품을 위해 목포-용산 고속철 열차 1칸을 목포시티투어 패키지 관광용으로 운영하고 있다.
하당 택지개발은 1999년까지 완료됐으며 대단위 아파트단지가 2003년 초반까지 조성되면서 목포의 유통과 교통의 신중심으로 성장하였다. 그 후로도 전남도청 이전과 무안국제공항 건설로 아파트 건설 활기는 더욱 늘어났다. 도시민의 많은 유동인구와 바다가 선물한 시원한 공기와 풍치는 타지역에 관광명소로 소문이 나기 시작하였고 그 후 숙박업소가 무분별하게 들어서 신도심에만 60여 곳이 넘는 모텔이 생겨났다. 기존에 숙박지구처럼 꾸밀 계획과는 달리 러브호텔이 지나치게 생겨나면서 시민들의 원성이 높아졌지만 시 당국의 노력은 별다른 실효를 거두지 못했다. 하당신도시에서 바다와 면하는 넓고 시원한 평화광장은 특히 젊은 층에게 인기를 끌어 신목포의 관광 중심지 중의 하나로 크게 주목받고 있다.
한편 목포는 신안, 진도, 완도 등 많은 도서지역으로 들어가는 주요 교통 중심지이기도 하다. 신안군은 흑산도, 홍도를 제외한 13개 읍·면 섬 25개를 연륙교, 연도교로 잇는 '다이아몬드 섬 프로젝트'에 3조 2,000억 원을 투입해 빠르면 2022년까지 완료할 계획이라고 2009년 7월 22일 밝혔다. 특히 압해도와 암태도를 잇는 연도교인 "새천년대교가 완공되면 서남해안 일대의 주요 산업지역과 관광단지를 하나로 묶는 '랜드마크' 역할을 할 것으로 기대된다"며 "배 대신 차를 타고 들어가 천혜의 자연경관을 즐기게 된다"고 말했다.

이런 연륙교 연도교 건설프로젝트는 완도 · 진도 지역에서도 이뤄질 계획이기에 신 해양관광시대에 관광도시로써의 목포의 중요성은 더욱 커지고 있다.
서남해안기업도시개발㈜는 2025년까지 해남군 산이면 구성리 일대 2,187만m2에 4조 9,000억원을 투자, 인구 18,300명이 거주하는 관광 · 레저 · 문화 · 주거 · 산업 · 교육 등 다양한 기능을 두루 갖춘 자족적인 관광 · 레저 기업도시로 조성한다. 목포는 그 배후 중심 도시로써의 중요성도 부각되고 있다.
이외에도 유달산, 양을산, 입암산 등 지역의 산 일대에는 주민들을 위한 체육 공원이 간간이 설치되어 있으며 과거 철도 노선이 도시를 관통하던 것이 석현동 일대로 빠지면서 철로를 철거하고 연동 육교에서 버스터미널에 이르기까지 대대적인 정비가 이뤄졌다. 이를 통해 버스터미널과 구 동목포역사 일대에 근린 공원이 조성되어 주민들의 걷기 운동을 돕는 산책로가 정비되었다.

### 관광지
- 유달산
- 목포 갓바위
- 외달도
- 고하도
- 목포조각공원
- 목포해상케이블카

### 박물관·전시관·기념관
- 목포자연사박물관
- 목포생활도자박물관
- 국립해양유물전시관
- 남농기념관
- 어린이바다체험과학관 (만호동)
- 김대중노벨평화상기념관 (만호동)
- 목포근대역사관 (유달동)
- 국립해양문화재연구소 해양유물전시관 (이로동)
- 목포자연사박물관 (이로동)
- 목포생활도자박물관 (이로동)
- 목포문학관 (이로동)
- 남농기념관 (이로동)
- 목포문예역사관 (이로동)
- 옥공예전시관 (이로동)
- 국립생물자원관(예정) (이로동)

### 먹거리
- 홍어
- 홍탁삼합
- 세발낙지
- 연포탕
- 민어회
- 꽃게무침

### 사적·등록문화재·문화재자료
- 구 목포 일본영사관 (유달동)
- 구 목포공립심상소학교 강당 (유달동)
- 구 호남은행 목포지점 (목원동)
- 목포 구 청년회관 (목원동)
- 목포 정명여자중학교 구 선교사 사택 (대성동)
- 이훈동정원 (유달동)

### 천연기념물
- 목포 갓바위 (신흥동)

### 축제
대표적인 목포의 축제로는 유달산 꽃 축제와 목포해양문화축제가 있다. 이외에도 회시장의 성격을 살려 동명동과 북항 일대에서 수산물 관련 축제를 하며 관광객들의 발길을 모으고 있다.
- 유달산 꽃 축제

유달산 개나리꽃축제였던 것을 시에서 이름을 바꿔 유달산 꽃 축제로 부르고 있다. 유달산 꽃 축제는 개나리와 목련, 벚꽃이 가득한 유달산 일대에서 열린다.
- 목포해양문화축제

목포 평화광장일대에서 개최되며, 축제기간동안 100만 명 이상 인파가 몰릴만큼 볼거리와 풍성하고 다채로운 행사이다. 매일 밤마다 목포 춤추는 음악분수가 축제와 함께 즐거운 볼거리를 제공한다. 또한 목포사랑은빛갈치축제가 있는데 관광객들에게 낚시대를 무료로 대여하여 가족이 갈치를 잡을 수 있도록 한 데서 큰 성과를 거뒀다. 매년 10월 열리는 축제는 선상 갈치낚시대회로 그 절정에 달하며 불꽃놀이와 함께 오후 5시 30분~9시 30분까지 진행된다.
- 난영가요제

목포시민이 주목하는 축제로 목포가 자랑하던 가수이던 이난영을 기리기 위해 생겨난 행사이다. 가수 이난영은 《목포는 항구다》·《목포의 눈물》등을 부른 가수이다. 1968년 호남매일신문사가 행사를 시작해 개최되다 잠시 중단됐지만 1991년부터 목포문화방송의 주관으로 명맥을 이어오고 있다. 목포가요제도 성격이 비슷한 것으로 KBS목포방송국이 주관한다.

### 체육·문예 시설
- 유달경기장 (용당2동)

목포 문화예술회관

용당동 용당로에 자리한 목포유달경기장은 1987년 9월 목포실내수영장과 함께 개관하였으며 총 부지 면적 65,964m2, 천연잔디구장(69×97m), 8레인의 우레탄 트랙으로 구성되어 있다. 경기장 뒤편에는 정구장과 테니스장이 있어 지역 스포츠 동호회의 활동이 잦다. 경기장 1층에는 핸드볼, 태권도 등 다양한 종목 협의회가 들어서 있다. 유달경기장과 실내체육관을 바탕으로 목포시는 2004년부터 시 체육회와 함께 동계전지훈련 유치를 위해 뛰어왔다. 홍보 결과에 힘입어 2004년 12월에서 이듬해 2월에까지 축구, 육상, 유도, 경정 등 127개팀 5,912명을 유치했고 앞으로 그 규모는 더욱 커질 전망이다. 2005년부터 투척 종목만을 다루는 목포전국육상대회가 시작되면서 선수들의 발길이 더욱 늘고 있다. 2009년 8월 23일부터 한중일 주니어 기능경기대회가 목포에서 열리게 됨에 따라 시설 정비가 이뤄져 트랙을 비롯한 내부 시설 증강 및 외벽 철거가 이뤄졌다.
- 목포문화예술회관 (이로동)

두 동으로 나뉘어 있는 문화예술회관은 공연동과 전시동으로 구분된다. 공연장 1, 2층 수용면적이 약 700여 명에 불과해 규모가 큰 것은 아니다. 전시동에서는 다양한 분야의 전시회를 개최하며 지역 예술인들의 무대로 자리하고 있다.
- 목포시민문화체육센터 (옥암동)

신도심에 체육시설이 들어설 공간이 없다는 지적에 따라 건립한 목포시민문화체육센터는 2003년 4월 준공하고도 막대한 운영비 탓에 전라남도가 운영을 하지 않고 있었다. 이를 목포시가 먼저 인계해 2003년 12월 개관했다. 크게 대·소·야외공연장으로 구성되어 있으며 대공연장의 경우 1,294명을 수용할 수 있는 규모다.
- 실내체육관 (상동)
- 실내수영장 (상동)
- KBS목포 88 체육관 (옥암동)
- 목포야구장 (옥암동)
- 목포국제축구센터

### 극장·영화관
극장의 경우 개항이후 1926년 11월 목포극장이 개업하면서 지역민의 문화 시설로 자리 잡고 있었다. 이후 시내에 3~4곳의 극장이 더 들어섰으나 흥망을 거듭했다. 그러나 1990년대 말부터 구도심의 영향력이 축소되면서 극장을 비롯해 시내를 찾는 사람들의 발길이 하당으로 이동했다. 이는 현대식 복합상영관이 대거 하당에 몰렸기 때문으로 하당의 번화가에 해당하는 장미의 거리 일대에만 메가라인 목포점(2011년 2월 폐점)과 CGV 목포가 들어섰기 때문이다. 설상가상으로 프리머스 시네마 목포점과 롯데시네마까지 하당 일대에 들어서면서 이에 따라 구도심 내 극장들이 연쇄 도산했고 목포극장 또한 2008년 영업을 중단하고 건물 정비 후 2010년 다시 개관했지만, 2012년 롯데시네마가 구 목포극장 건물 인수하여 2013년 2월 7일 롯데시네마 목포센트럴점을 오픈하였다가 다시 2014년 12월 23일 메가박스 목포점으로 재오픈하였다. 그리고 프리머스 목포점이 2016년 2월 1일로 메가박스 목포하당점으로 바뀌었다.
- 롯데시네마 목포점 (신흥동)
- CGV 목포점 (신흥동)
- 메가박스 목포점 (목원동)
- 메가박스 목포하당점 (옥암동)

### 언론 기관
목포에는 KBS목포방송국과 목포문화방송 외 여러 언론기관이 자리하고 있다. KBS목포방송국은 1942년 지역방송으로는 최초로 설립되어 목포 연동육교(소방파출소 인근) 산자락에 있던 것을 용당동 시청 사옥 옆으로 이전해 지금에 오고 있다. 목포문화방송은 1967년 무선국 가허가를 받은 뒤 이듬해 목포라디오(RMB)로 개국하면서 시작됐으며 호출부호 HLAM, 주파수 1,386kHz였다. 목포문화방송은 과거 민중 항쟁 당시 민중의 소리를 담았으며 1980년에는 5·18 민주화운동이 벌어지던 시기에 5월 31일까지 방송을 중단하기도 했다. 1989년 3월 3일부터 현재까지 용당동 신사옥을 준공해 이전했으며 1999년 89.1MHz로 표준FM을 개국하여 방송을 시작했다.
종교계통 방송으로는 유일한 목포극동방송은 호남 서남부를 관할하며 1999년 개원해 전파 송출을 담당하며 전라권 활동에 주력하고 있다. 유선방송 사업자로 한국케이블TV 호남방송이 있다. 신문사업자로 목포투데이와 목포시민신문 등이 있다.

### 도서관
목포에는 4곳의 도서관이 있다. 목포시립도서관은 1974년 구 일본영사관 건물에 문을 열었다 1989년 현재의 용당2동 자리로 옮겨 현재 약 23만 권의 장서를 보유하고 있으며 지하 1층 지상 4층에 1,636석의 열람석을 갖추고 있다. 2003년 민간 위탁업체를 선정하는 과정에서 파행운영이라는 비난 여론이 끊이지 않아 도서관 운영이 부패로 얼룩질 수 있다고 주장하는 목소리가 높았다. 이에 따라 시는 자체심사위원회를 통해 목포문화원을 최종 위탁기관으로 선정한 바 있다. 1982년 교육청의 부속기관으로 설립된 목포공공도서관은 지하1층-지상4층 규모로써 자체기관으로 독립해 현재 북항 인근의 산정동에 있으며 총 수용인원은 1,460명이다. 그리고, 2010년 목포석현초등학교 옆에 신축하여 개관한 목포어린이도서관은 지상 3층 규모에 총 29,090권의 장서를 보유하고 있다. 또한 2012년에는 정확히 목포시소재의 도서관이 아니지만 같은 시가지 및 생활권을 형성하는 남악신도시의 남악지구에 지하1층 지상 3층 규모의 전라남도립도서관이 개관하였다.
- 목포시립도서관 (용당2동)
- 목포공공도서관 (원산동)
- 목포어린이도서관 (상동)
- 전라남도립도서관 (남악신도시 남악지구)

## 교육
2007년 기준으로 목포시 통계연보에 따르면 목포내부의 초등학교는 30개교, 중학교 15, 고등학교 15개교가 있다. 대학교와 대학원이 각각 3곳(국립목포대학교)이 있으며 전문대학은 목포과학대학교 1곳, 특수학교로는 1985년 설립돼 지역 장애인 학생을 전담하고 있는 목포인성학교가 있다. 유치원은 총 55곳이 있다. 초등학교의 경우 교원 1인당 학생수가 24명이며 중학교는 19, 고등학교는 13명이다.
일제강점기부터 시작된 근대식 교육은 유달초등학교와 북교초등학교로 대표되었으며 상당수의 학생이 일본인이었다. 북교초등학교는 구한말 고종 32년 칙령 145호에 의거하여 무안읍에 있던 향교를 토대로 목포 개항과 함께 개교했다. 유달초등학교는 1898년 1월 12일 목포심상소학교로 개교하여 1912년 고등소학교가 된 뒤 현재까지 오고 있다.
구 목포상업고등학교(현 전남제일고)는 1920년 목포공립상업학교로 설립돼 1920년 개교 했으며 김대중 전대통령의 모교이다. 1941년 지역 유지이던 문재철이 문태학원을 설립해 문태고등학교를 세웠으며 목포고등학교는 1950년 설립된 후 호남의 명문고로서 자리매김하고 있다.
고등교육기관으로는 1946년 설립돼 1976년 이후 국립으로 승격된 국립목포대학교가 있으며 2004년 교육인적자원부의 누리사업 대학으로 선정돼 조선, 문화 분야에 연구력을 집중 투입하고 있다. 2007 국립대학 혁신수준 진단평가에서 서울대, 전남대 등과 함께 최우수 4단계로 평가받기도 했다. 1950년 개교한 국립목포해양대학교는 목포상선고등학교로 인가돼 1993년 현재 해양 관련 인력을 육성하고 있다. 1967년 개교한 목포가톨릭대학교는 성신간호전문대학으로 1979년 개편인가를 받은 후 1999년부터 현재의 학과 체계로 운영되고 있다. 이외에도 한국폴리텍5대학이 1996년 목포기능대학으로 출범한 뒤 컴퓨터정보, 조선응용, 조선설비 등의 학과를 두고 있다.

### 고교평준화
목포지역은 원래 70년대 말부터 일어난 평준화 도입과 함께 평준화를 도입했으나 90년도에 다시 비평준화로 돌아갔었다. 그러나 2004년 교육부의 입법예고로 순천, 여수와 함께 고교 평준화를 시행하게 됐다. 2000년대 초반부터 불거진 평준화 논쟁 과열로 좌초될 뻔했으나 2003년 1월 주민투표 실시 결과 71.3%의 압도적인 지지를 받아 평준화 지역으로 확정됐다.
그러나 계속된 시내 고등학교의 명문대 진학 경쟁으로 여먼히 학부모들의 선호도가 10배 이상 차이 나는 등 고등학교 간 경쟁이 과열되고 있으며 평준화로 인해 오히려 선호 또는 기피 현상이 두드러져 교육 당국의 대책 마련이 필요한 실정에 있다.
| 목포시 소재 단설유치원                                           |                                                         |
| ---------------------------------------------------------------- | ------------------------------------------------------- |
| \| \| 공립 - 목포서부유치원 - 목포옥암유치원 - 목포백련유치원 \| |                                                         |
|                                                                  | 공립 - 목포서부유치원 - 목포옥암유치원 - 목포백련유치원 |

| | 국립 - 광주교육대학교 목포부설초등학교                                                                                         | 공립 \| - 목포북교초등학교 - 목포산정초등학교 - 목포서부초등학교 - 목포중앙초등학교 - 목포유달초등학교 - 달리분교 - 율도분교(휴교) \| - 목포동초등학교 - 목포이로초등학교 - 목포남초등학교 - 목포서산초등학교 - 충무분교(휴교) - 목포대성초등학교 - 목포용호초등학교 \| - 목포삼학초등학교 - 목포연동초등학교 - 목포임성초등학교 - 목포대연초등학교 - 목포상동초등학교 - 목포부영초등학교 - 목포하당초등학교 - 목포연산초등학교 \| - 목포신흥초등학교 - 목포청호초등학교 - 목포한빛초등학교 - 목포미항초등학교 - 목포서해초등학교 - 목포용해초등학교 - 목포석현초등학교 - 목포항도초등학교 \| - 목포애향초등학교 - 목포옥암초등학교 - 목포영산초등학교 - 목포부주초등학교 - 목포백련초등학교 \| | |                                                                                                |
| - 목포북교초등학교 - 목포산정초등학교 - 목포서부초등학교 - 목포중앙초등학교 - 목포유달초등학교 - 달리분교 - 율도분교(휴교) | - 목포동초등학교 - 목포이로초등학교 - 목포남초등학교 - 목포서산초등학교 - 충무분교(휴교) - 목포대성초등학교 - 목포용호초등학교 | - 목포삼학초등학교 - 목포연동초등학교 - 목포임성초등학교 - 목포대연초등학교 - 목포상동초등학교 - 목포부영초등학교 - 목포하당초등학교 - 목포연산초등학교 | - 목포신흥초등학교 - 목포청호초등학교 - 목포한빛초등학교 - 목포미항초등학교 - 목포서해초등학교 - 목포용해초등학교 - 목포석현초등학교 - 목포항도초등학교 | - 목포애향초등학교 - 목포옥암초등학교 - 목포영산초등학교 - 목포부주초등학교 - 목포백련초등학교 |

| - 목포북교초등학교 - 목포산정초등학교 - 목포서부초등학교 - 목포중앙초등학교 - 목포유달초등학교 - 달리분교 - 율도분교(휴교) | - 목포동초등학교 - 목포이로초등학교 - 목포남초등학교 - 목포서산초등학교 - 충무분교(휴교) - 목포대성초등학교 - 목포용호초등학교 | - 목포삼학초등학교 - 목포연동초등학교 - 목포임성초등학교 - 목포대연초등학교 - 목포상동초등학교 - 목포부영초등학교 - 목포하당초등학교 - 목포연산초등학교 | - 목포신흥초등학교 - 목포청호초등학교 - 목포한빛초등학교 - 목포미항초등학교 - 목포서해초등학교 - 목포용해초등학교 - 목포석현초등학교 - 목포항도초등학교 | - 목포애향초등학교 - 목포옥암초등학교 - 목포영산초등학교 - 목포부주초등학교 - 목포백련초등학교 |

| \| \| 공립 - 목포제일중학교 - 목포유달중학교 - 목포청호중학교 - 목포여자중학교 - 목포중앙여자중학교 - 목포항도여자중학교 - 목포하당중학교 - 목포옥암중학교 - 목포애향중학교 \| 사립 - 문태중학교 - 목포홍일중학교 - 영흥중학교 - 목포덕인중학교 - 목포정명여자중학교 - 목포혜인여자중학교 - 목포영화중학교 \| | | |
| | 공립 - 목포제일중학교 - 목포유달중학교 - 목포청호중학교 - 목포여자중학교 - 목포중앙여자중학교 - 목포항도여자중학교 - 목포하당중학교 - 목포옥암중학교 - 목포애향중학교 | 사립 - 문태중학교 - 목포홍일중학교 - 영흥중학교 - 목포덕인중학교 - 목포정명여자중학교 - 목포혜인여자중학교 - 목포영화중학교 |

| \| \| 공립 - 목포고등학교 - 목포여자고등학교 - 목포제일여자고등학교 - 목상고등학교 - 목포공업고등학교 \| 사립 - 문태고등학교 - 목포홍일고등학교 - 영흥고등학교 - 목포덕인고등학교 - 목포마리아회고등학교 - 목포정명여자고등학교 - 목포혜인여자고등학교 - 목포여자상업고등학교 - 목포성신고등학교 - 목포중앙고등학교 \| |                                                                                                 | |
| | 공립 - 목포고등학교 - 목포여자고등학교 - 목포제일여자고등학교 - 목상고등학교 - 목포공업고등학교 | 사립 - 문태고등학교 - 목포홍일고등학교 - 영흥고등학교 - 목포덕인고등학교 - 목포마리아회고등학교 - 목포정명여자고등학교 - 목포혜인여자고등학교 - 목포여자상업고등학교 - 목포성신고등학교 - 목포중앙고등학교 |

## 상징
목포시는 낭만항구 목포라는  슬로건을 설정하여 전국 5대 관광도시로서 미항도시임을 홍보하고 있다.
- 항구도시의 상징인 배를 형상화한 심볼마크[173]
- 상 징

기의 바탕(화이트) : 변화 ·도약·발전하는 목포시의 비전을 표현
세 개의 도형(상단 그린, 하단 블루) : 파도의 역동성을 깃발의 형태로 상징
중앙의 백공간(화이트) : 목포시의 제1상징 요소인 유달산의 이미지
하단곡선(블루) : 항구도시의 상징인 배를 형상화
마스코트(포포, 포미)
- 시 화 - 백목련[174]

목포를 상징하는 꽃 - 백목련 (白木蓮)
목련과의 교목으로 그 품격이 고매하고 우아하며 같은 '목'자 돌림의 상통성을 갖는다. 초봄 일찍이 흰 봉우리의 꽃을 잎 먼저 피어 올려서 그의 자태를 자랑하여 '문화예술의 깊은 뜻과 순진한 목포인'을 상징한다.
- 시 목 - 비파

목포를 상징하는 나무 - 비파(枇杷)
장미과의 상록수로 목포지역에서 재배되며, 꽃은 추운 겨울에 고통을 이겨내고 꽃망울을 터뜨리는 특이한 생리는 인내와 끈기가 있는 목포인의 기질을 상징. 열매는 부귀와 불변을 상징하며 잎줄기는 우아한 품위를 상징한다.
- 시 조 - 학

목포를 상징하는 새 - 학(鶴)
삼학도 전설에 등장하는 학으로 목포를 상징한다.

## 자매 도시
목포시의 자매 결연 도시는 다음과 같다.
- 대한민국 성남시
- 대한민국 영주시 (1998년)
- 대한민국 서울특별시 서대문구
- 대한민국 창원시 (1998년)
- 대한민국 청주시 (2008년)
- 대한민국 전주시 (2020년)
- 노르웨이 함메르페스트 (1962년)
- 일본 벳푸시 (1984년)
- 중화인민공화국 롄윈강 시 (1992년)
- 중화인민공화국 샤먼시 (2007년)

## 같이 보기
- 대한민국의 설치순 도시 목록
- 대한민국의 지리